# Депортація кримських татар
Депортація кримських татар (крим. Qırımtatar halqınıñ sürgünligi), також Сюрґун[лік], Sürgünlik (укр. Вигнання), Геноцид кримських татар (крим. Qırımtatar halqınıñ genotsidi) — геноцид, складовою частиною якого було насильницьке виселення кримськотатарського народу, переважно жінок та дітей (~82 %), з його історичної батьківщини — з Криму, здійснене упродовж 18–21 травня 1944 року, а прибуття ешелонів закінчилося 4 червня 1944-го; один зі злочинів радянського тоталітарного режиму. Етнічну чистку здійснено відомством держбезпеки СРСР за наказом Йосипа Сталіна і постановою Державного комітету оборони СРСР від 11 травня 1944 року . Усього, згідно з офіційними даними, у віддалені регіони Радянського Союзу — від північного Передуралля до республік Центральної Азії — було депортовано 191 044 кримських татар, а за даними самоперепису, проведеного Національним рухом кримських татар, — 423 100 (згідно з незалежними оцінками, радянські переписи населення були фальсифіковані:86-89) . Під час виселення і в перші роки після нього загинуло від 27 %, за даними НКВС, до 46,2 % депортованих або від третини до приблизно половини народу .
18 травня 1944 року — день початку депортації, коли жінок, дітей, інвалідів війни та людей похилого віку зігнали до товарних вагонів та, ущент заповнивши їх переселенцями, відправили за кілька тисяч кілометрів від рідної домівки, — є днем трауру (крим. Matem künü) в історії кримськотатарського народу і днем пам'яті в Україні. Сталін прагнув знищити всі сліди присутності кримських татар, заборонив етнонім кримські татари, і більше ніж 40 років у переписах населення СРСР (1959, 1970, 1979 років) згадки про кримських татар були заборонені .
Офіційною «причиною» депортації стало огульне звинувачення всього кримськотатарського народу в нібито масовому співробітництві з нацистською Німеччиною під час Другої світової війни , тому дії сталінської влади щодо насильницького виселення кримських татар із Криму були цілком злочинними, адже жоден народ, за всіма міжнародно-правовими нормами, не може і не повинен бути відповідальним та підлягати покаранню за дії, скоєні окремими його представниками .
Після депортації почалося перейменування кримськотатарських назв сіл, районів, міст: всього перейменовано близько 1300 населених пунктів Криму (приблизно 90 % від усіх топонімів). 1945 року скасовано національно-територіальну автономію кримських татар — Кримську АРСР, а на її місці утворено Кримську область , куди почалося масове організоване переселення слов'янського населення (в основному з РРФСР: Воронезької, Курської, Орловської і Білгородської областей) .
Новий радянський керівник Микита Хрущов узяв курс на десталінізацію. Однак вона не торкнулася кримських татар, оскільки директива, яка забороняла їхнє повернення, скасована не була. Кримські татари, на відміну від інших депортованих народів, були вимушені залишатися в Центральній Азії упродовж кількох десятиліть. Почався потужний національний рух кримських татар за повернення до Криму, підтриманий радянськими дисидентами і за кордоном, саме тому 1989 року Верховна Рада СРСР засудила депортацію і визнала її незаконною та злочинною; 14 листопада того ж року регіональний парламент Криму прийняв аналогічне рішення .
З 1989 року почалось масове повернення кримських татар до батьківщини (крим. Avdet), при цьому радянська влада ніяк не допомагала їхньому поверненню, не давала компенсацій за землі, які вони втратили. Російська Федерація як держава — правонаступник СРСР також не відшкодувала депортованим збитки за втрачене майно і не провела судових процесів над особами, відповідальними за насильницьке переселення або причетними до нього.
Закон РРФСР від 26 квітня 1991 року «Про реабілітацію репресованих народів» визнав депортації народів у СРСР актом геноциду. Стаття 4 цього закону проголосила, що агітація, яка перешкоджає реабілітації репресованих народів, що зазнали наклепницьких нападок, не допускається, а осіб, які вчиняють такі дії, мають притягувати до відповідальності. 12 листопада 2015 року Верховна Рада України визнала депортацію геноцидом і проголосила 18 травня Днем пам'яті жертв геноциду кримськотатарського народу. 9 травня 2019 року Латвія, 6 червня 2019 року Литва, 10 червня 2019 року Канада, 12 липня 2024 Польща, 16 жовтня Естонія та 18 грудня Чехія визнали депортацію кримських татар геноцидом .

## Передісторія

Крим виділений на мапі Чорного моря

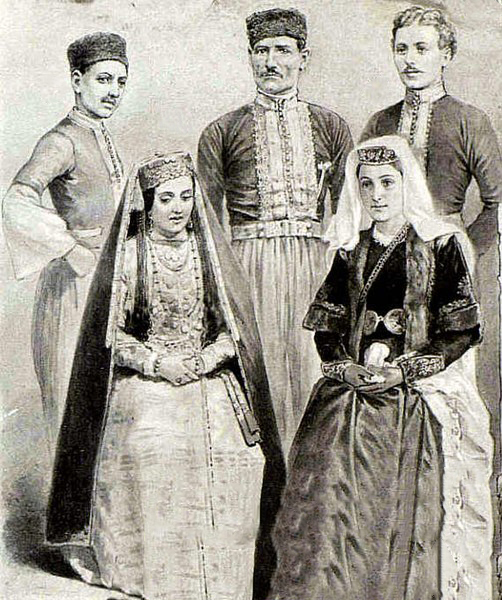
Кримські татари

Графік, що показує динаміку національного складу населення Криму за роками (офіційні дані), внаслідок російської анексії Кримського ханства, геноциду корінного народу та заселення на його землі російських колоністів.

Кримські татари, разом з малочисельними кримчаками та караїмами, є корінним народом Кримського півострова. З 1441 по 1783 роки, коли Крим був анексований Російською імперією як мета російської експансії, на його території існувало Кримське ханство. До XIV століття більша частина тюркомовного населення Криму прийняла іслам. Для зміцнення свого панування російська влада розпочала систематичну колонізацію захопленого краю російськими селянами та дворянами, що змушувало корінних мешканців продавати своє житло за безцінь та шукати кращого життя в різних регіонах Туреччини. Така відверто колоніальна політика зумовила декілька хвиль еміграції кримських татар. За період між 1783 та 1804 роком Крим покинуло від 80 до 300 тисяч кримців, тоді як загальна чисельність всього кримськотатарського населення тоді складала не менш ніж мільйон осіб.
Кримська війна (1853—1856) та масова роздача земель, в тому числі населених кримськими татарами, російським дворянам спровокувала другу масову еміграцію кримських татар. За офіційними даними тільки за два роки (1860—1862), за паспортами і посвідченнями, переселилося 181 177 душ обох статей, більшість селищ зовсім спорожніли. Відомо, що після Кримської війни села Криму були спустошені, оскільки уряд Російської імперії виконав, принаймні частково, програму виселення кримських татар. Серед наступних вимушених через російську політику еміграцій найбільшого розмаху мав масовий вихід 1889 року, коли Крим покинуло до 200 тисяч кримських татар. Таким чином, за найскромнішими підрахунками, до початку XX століття Крим втратив 800—900 тисяч корінного населення. Російська імперія використовувала їх виселення, аби ще більше русифікувати так звану «Новоросію». Зрештою, кримські татари стали меншиною в Криму. Якщо станом на 1783 рік вони становили 98 % населення, то станом на 1897 рік їхня кількість зменшилася до 34,1 %. У той час як кримські татари емігрували, російський уряд проводив русифікацію півострова, заселяючи його росіянами, українцями та іншими народами, зокрема «новогреками» (замість греків, виселених з Криму Суворовим) і так званими «німецькими колоністами»; русифікація продовжилась і в радянські часи.
9 грудня 1917 року кримські татари скликали національний парламент Курултай у Бахчисараї, на якому 13 грудня проголосили першу незалежну демократичну республіку в мусульманському світі Кримську Народну Республіку. Держава проіснувала до 1918 року, коли в результаті військового зіткнення із силами Севастопольської більшовицької ради та більшовицько-анархістського терору в Криму припинила своє існування, а її голова Номан Челебіджихан без суду і слідства був жорстоко вбитий і викинутий у Чорне море. 18 жовтня 1921 року кримські татари відновили свою державність у складі створеного СРСР і були визнані корінним населенням півострова. Втім, ці досягнення затьмарила продрозверстка 1920-х років, яка призвела до сильного голоду і загибелі ще 120 000 кримських татар. Радянська влада офіційно визнавала, що від голоду в Криму загинуло близько 100 000 людей, з яких 76 000 були кримськими татарами, оскільки їхній урожай вивозили в «більш важливі» регіони Радянського Союзу. Становище кримців ще більше погіршилося після того, як до влади остаточно прийшов Йосип Сталін. Його політика супроводжувалася масовими репресіями: уся кримськотатарська інтелігенція була репресована у справі «націоналістичної партії „Міллі Фірка“».
Станом на 1939 рік, за даними сталінського перепису населення, Кримську АРСР населяли приблизно 1 126 800 жителів, з яких 218 000 осіб, або близько 19,4 % населення, становили кримські татари, проте, за даними радянського історика і дисидента Л. М. Алексєєвої, до початку Другої світової війни в Криму проживало 560 тисяч кримських татар. 1941 року нацистська Німеччина вторглася в СРСР, окупувавши більшу частину заходу Радянського Союзу. Приводом для майбутнього колективного покарання кримських татар якраз стало те, що вони нібито співпрацювали з окупаційними німецькими військами під час Другої світової війни. Радянські джерела кінця 1940-х років називають кримських татар «народом-зрадником». Ця думка була дуже поширеною за радянських часів і побутує донині в Росії. Втім, сучасні історики категорично відкидають подібні твердження.
Відповідно до радянських джерел, понад 20 000 кримських татар були мобілізовані і відправлені на боротьбу з німцями під час нападу Німеччини на Радянський Союз. Багато хто із захоплених кримських татар, що служили в Червоній армії, потрапили в табори для військовополонених після того, як румуни і німці зайняли основну частину Криму. З листопада 1941 року німецька влада дозволила кримським татарам створити мусульманські комітети в різних містах як символічне визнання деяких місцевих органів влади, хоча вони й не отримали якоїсь політичної ваги. 1942 року німці стали набирати до своїх військових підрозділів радянських військовополонених. Таким чином, у німецькій армії було створено кілька різних допоміжних угрупувань.
Партизанський рух у Криму на чолі з О. В. Мокроусовим повністю провалився через пияцтво Мокроусова та його військову некомпетентність. Як виправдання своїх військових невдач керівництво партизанського руху використало наклеп щодо кримських татар про те, що вони нібито масово перейшли на бік німців. Використовуючи це як привід, радянські партизани розпочали грабіжницькі набіги на кримськотатарські села для отримання продовольства. Під час таких атак партизани без розбору
вбивали мирних жителів і викрадали їхні запаси їжі, тим самим прирікаючи тих, хто вижив на голодування. У таких умовах німці санкціонували формування кримськотатарських батальйонів Schuma для захисту їхніх сіл від таких набігів. При цьому для кримських татар була характерна військова співпраця, тобто вони або боролися проти РСЧА, або захищали села, борючись із партизанами, на відміну, наприклад, від росіян із Криму, які були залучені до репресій проти мирних жителів та у Голокост. Російська історикиня, що спеціалізується на темі колабораціонізму під час Другої світової війни, І. А. Махалова писала:

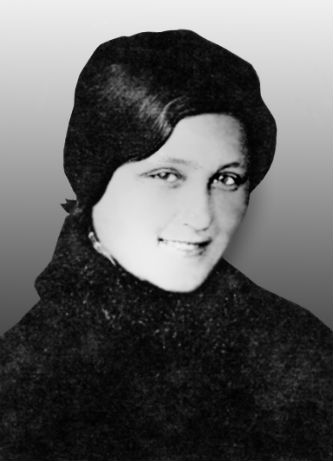
Кримськотатарська розвідниця Алімє Абденанова. У 19 років зазнала нелюдських тортур з боку нацистів, але не видала жодної інформації, 5 квітня 1944 року була розстріляна на території радгоспу Червоний — колишнього табору НКВС для «ворогів народу», що потрапив до рук німців.

Вермахт і румунська армія евакуювали більшість гіві (помічників), їхні родини та всіх, хто був пов'язаний із мусульманськими комітетами, в Німеччину та Угорщину або Добруджу, де вони приєдналися до Східної тюркської дивізії. Крім того, наявність мусульманських комітетів, організованих із Берліна литовським татарином Едіге Кирималом та іншими членами турецької і добручанської діаспори, особливо компрометували місцеве населення в очах радянського уряду.
Однак більша частина кримських татар не прилучилася до співпраці. Після усунення Мокроусова значну частину радянського партизанського руху Криму складали етнічні кримські татари. Наприклад, відомий Тархановський рух кримських татар, який воював упродовж 1942 року, аж доки не був знищений окупантами. 25 033 кримських татар служили в Червоній армії під час Другої світової війни. Вісім кримських татар відзначені званням Героя Радянського Союзу. Імена багатьох героїв із числа кримських татар замовчувалися. Такою була, наприклад, 19-річна розвідниця Алімє Абденанова, яка зазнала нелюдських тортур за сприяння колабораціоністів Міхельсона, Зуба, Василенка, Круглова та Дубогрея. У неї виривали нігті та волосся, їй перебили ноги і зламали руку, обливали холодною водою, піддавали побиттям, безперервним допитам. Обличчя Алімє було спотворене. Проте спроби за будь-яку ціну вивідати інформацію виявилися безрезультатними, тому 5 квітня 1944 року вона була розстріляна нацистами в Сімферополі. Усього через місяць після цього сім'я розвідниці, у тому числі її сестра розвідниця Афізє та бабуся, була депортована з усім кримськотатарським народом із Криму.
Згідно з радянськими джерелами, під час відступу німці евакуювали кримських татар з-поміж співробітників. Таким чином, кримські татари, які залишилися на півострові, були або жінками та дітьми (понад 82 %), або якраз тими, хто воював саме на стороні СРСР.
До того ж, тисячі кримських татар продовжували служити в Червоній армії, коли вона брала Берлін. Депортацію також розглядають як насправді частину плану Сталіна встановити повний контроль над Кримом. Він прагнув отримати доступ до Дарданелл, що не вдавалося багатьом російським імператорам, і встановити контроль над територією Туреччини, де кримські татари мали етнічних родичів, тому радянське керівництво розглядало їх як потенційно нелояльних у світлі цих імперіалістичних мрій Сталіна.

## Приводи
Все назване нижче є лише приводами для депортації, які шукала радянська влада. Справжня та єдина мета цього — етноцид і етнічна чистка Криму, кульмінація, як вказує радянська дисидентка та історикиня Людмила Алексєєва, багатовікової послідовної колоніальної політики Росії щодо кримських татар. Науковець Вальтер Коларц, наприклад, стверджує, що депортація та спроба ліквідації кримських татар як етносу в 1944 році була лише кінцевим актом багатовікового процесу російської колонізації Криму, який розпочався в 1783 році. Російський вчений, доктор історичних наук Валерій Возгрін також вважає, що ніяких об'єктивних причин депортації кримських татар не існувало. Як пише Возгрін, було вирішено раз і назавжди русифікувати, а точніше детатаризувати Крим, повністю прибрати з нього корінне населення, щоб з успіхом в абсолютно новому суспільстві, що складалося з прибулих на півострів переселенців з усього СРСР і особливо з південної Росії, яких піддавали серйозній пропаганді, створити модель «ідеального радянського суспільства», про яку мріяв Сталін. Кримські татари не підходили під ці мірки, у них було занадто багато культури, повністю пов'язаної з Кримом, тому вони «заважали» в реалізації цих планів.

### Звинувачення в колабораціонізмі
Попри те, що представники кримськотатарського народу воювали в лавах Червоної армії і брали активну участь у партизанському русі, підставою для депортації стало звинувачення всіх кримських татар в співпраці з Третім Рейхом. У Постанові Державного комітету оборони СРСР № ГОКО-5859 від 11 травня 1944 року про виселення кримських татар було зазначено, що депортацію проводять тому, що нібито:
Звинувачення щодо депортованих народів СРСР були розвінчані самим КДБ СРСР під час перебудови.
Кримських татар, що воювали в частинах Червоної армії, після демобілізації також депортували. Усього за 1945—1946 роки в місця депортації було заслано офіційно 8995 кримських татар — ветеранів війни, зокрема 524 офіцерів і 1392 сержантів. 1952 року (після голоду 1945 року) тільки в Узбекистані налічувалося, за даними НКВС, 6057 учасників війни, багато з яких мали високі урядові нагороди.
Попри те, що вони не жили в окупації і не могли брати участь у колабораціоністських формуваннях, депортували також кримських татар, які евакуювалися з Криму до приходу німецьких військ і встигли повернутися з евакуації за квітень-травень 1944 року. Зокрема, депортовано всіх евакуйованих кримських татар — керівників та працівників Кримського обкому ВКП (б) (на чолі з першим секретарем) і Раднаркому Кримської АРСР. Це пояснено тим, що на новому місці потрібні керівні працівники (з партії їх не виключили).

#### Фальсифікація інформації в пропаганді

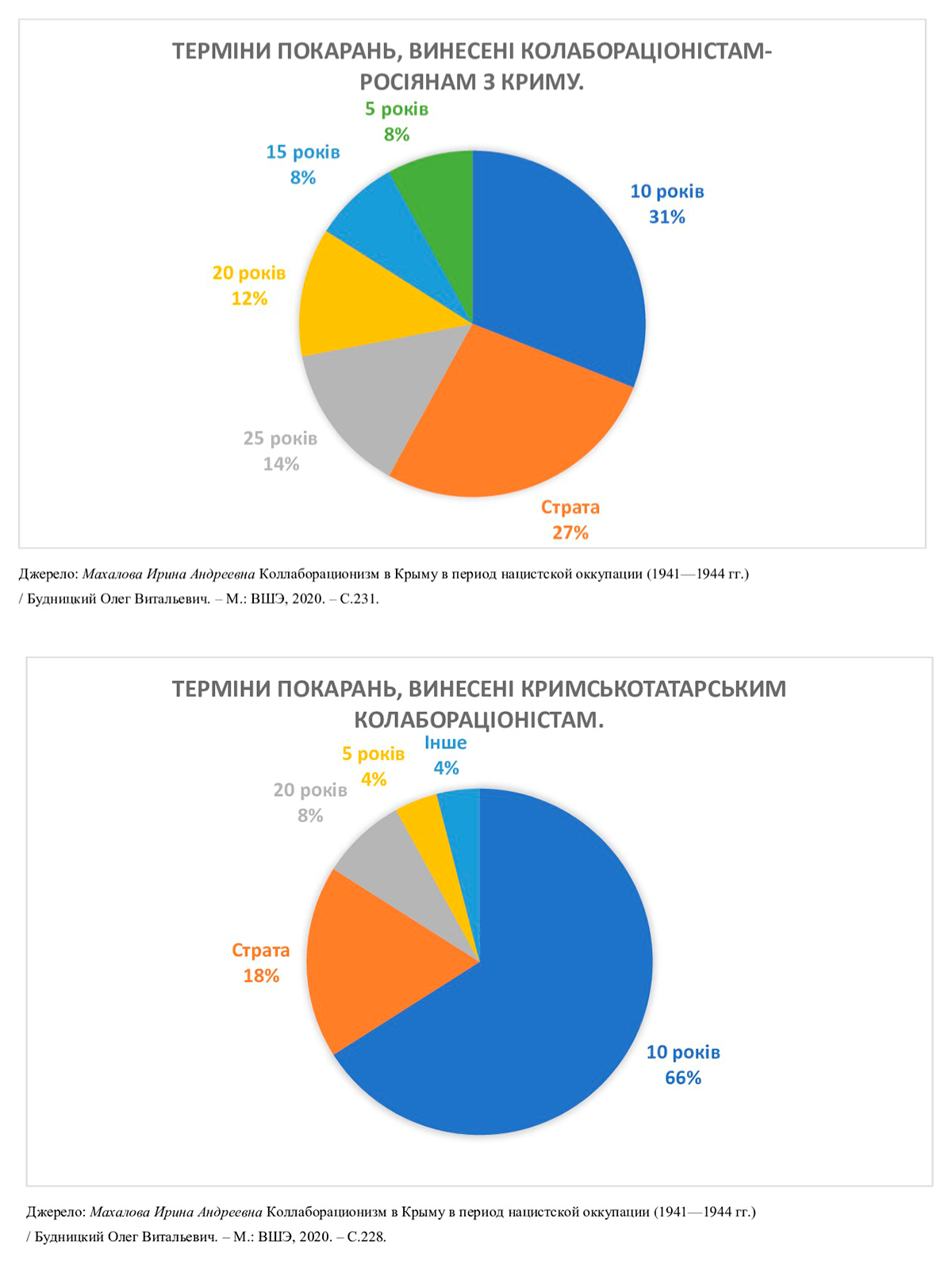
Середній термін, до якого засуджували кримських татар, — 10.5 років у виправно-трудових таборах. Це є специфікою військового колабораціонізму: за участь у добровольчих загонах та охорону сіл від партизанів без подальшої участі у фізичній розправі над радянськими громадянами та учасниками партизанських загонів радянські суди давали 10 років.
У той же час середній термін для колабораціоністів з-поміж росіян Криму складає 15.2 років виправно-трудових таборів. Крім цього, відсоток тих, хто був засуджений до страти через розстріл, також вищий у росіян, ніж серед кримських татар. Цей факт пояснюється тим, що росіяни Криму призначалися на позиції, які вимагали від них більшого залучення до організації репресій проти цивільного населення.

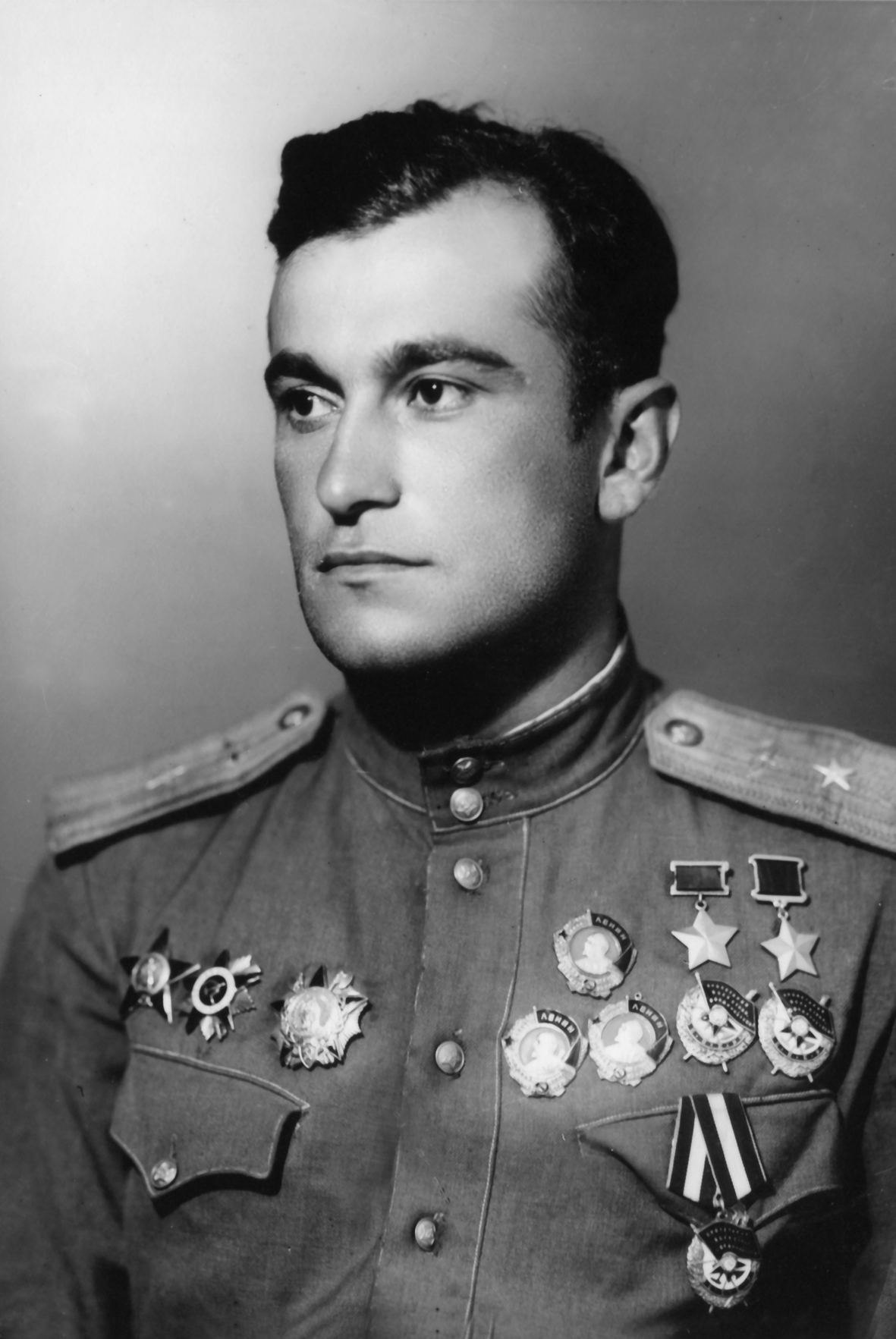
Кримськотатарський льотчик-ас, учасник національного руху кримських татар Амет-Хан Султан — єдиний двічі Герой Радянського Союзу з Криму. Був представлений до третьої зірки Героя, але не був її удостоєний через відмову від зміни національності

Внесок кримських татар в участь у війні на боці Радянського Союзу спеціально применшувався радянськими істориками, хоча кримські татари як приєднувалися до партизанських загонів, що билися в кримських лісах, так і воювали в лавах Червоної Армії на фронті. Згідно з офіційними джерелами, 20 тисяч кримських татар воювало в лавах Червоної Армії, а згідно з неофіційними кримськотатарськими, — понад 50 тисяч.
У радянських джерелах стверджується про нібито «поголовну» співпрацю кримських татар — 20 000 осіб. Ці «дані» спростовуються аналізом змісту нагородних листів, який показує, що з 1941 по 1945 роки 21 військовослужбовець з-поміж кримських татар був 25 разів представлений до звання Герой Радянського Союзу. З них 4 людини були представлені по два рази. До звання двічі Героя Радянського Союзу був представлений і відзначений один — кримськотатарський льотчик-ас Амет-Хан Султан. Серед мешканців Криму інших національностей двічі представлених до звання Герой Радянського Союзу немає, як і немає представлених і нагороджених цим званням. Підполковник Абілов Фетіслям і майор Джафер Осман Топчі під час війни по два рази представлялися до звання Герой Радянського Союзу, проте жодного разу не удостоїлися цього звання. Справедливість щодо Абілова Фетісляма відновлено тільки 1990 року — після визнання депортації кримських татар злочином: він був удостоєний звання Герой Радянського Союзу.
Слід також врахувати, що із загального числа призваних на фронт з Кримської АРСР, кримські татари офіційно становили лише 15 %. З 25 документально підтверджених представлень кримських татар до звання Героя у 18 випадках (75 %) вищу нагороду замінили орденом.
Російські історики та публіцисти (О. В. Романько, Андрій Гончаров, Ігор Пихалов та інші) відомі своїм некритичним підходом до наявних даних, фальсифікацією документів, свідомо неправильними підходами до дослідження, озвучуванням пропагандистських тез і підтасуваннями.
У Росії пропагандистські тези стосовно кримських татар озвучують навіть «професійні історики». Так, російський доктор історичних наук Андрій Гончаров в інтерв'ю для «Російського руху» заявив: «Слід зазначити гуманізм Радянської влади по відношенню до бандитів <…> у нашого командування було повне право розстріляти, звичайно, не весь народ, але все чоловіче населення так званих кримських татар за дезертирство і зраду!». Російський письменник Ігор Пихалов у книзі «За що Сталін виселяв народи?», що присвячена виправданню депортацій в СРСР, історію «зради» кримських татар веде з кінця Середньовіччя. У «провину» їм поставлені походи на Московію та навіть національне будівництво в період революції 1917—1920 років. У грудні 2016 року письменник Пихалов публічно вибачився перед інгушами за свої книжки. Історик та публіцист Олег Романько підтасовує дані щодо кримських татар, які співпрацювали з німцями. Наприклад, число в 4 тисячі осіб «для боротьби з партизанами» він отримав зі слів представників «татарського комітету», а не з підрахунків німецькими вербувальниками, тобто це число не підтверджено документально. Романько також налічує 14 рот самооборони, у яких служило 1632 людини. З німецької довідки відомо, що ці 1632 людини були набрані з-поміж добровольців, тоді як Романько тенденційно рахує їх і добровольців окремо, не залежно один від одного. Тобто потрібно рахувати «самооборону» і добровольців («хіві») в рамках одного і того ж числа добровольців, а не окремо. Тим більше неприпустимо зараховувати до колабораціоністів 4 або навіть 9 тисяч кримських татар, нібито набраних «татарським комітетом», без документальних підтверджень проходження ними служби, як це робить Романько.
Радянські видання відверто фальсифікували інформацію про кримських татар у Червоній армії. Наприклад, на обкладинці випуску журналу «Огоньок» 1944 року кримськотатарського Героя Радянського Союзу Узеїра Абдураманова назвали азербайджанцем, а не кримським татарином, хоча його сім'я була депортована за те, що вона була кримськотатарською, лише декількома місяцями раніше. У книзі «У горах Таврії» неправдиво стверджувалось, що добровільний розвідник партизан Бекір Османов, батько видатного кримськотатарського діяча Юрія Османова, був «німецьким розстріляним шпигуном», хоча пізніше, після заявки ще живого Османова, Центральний комітет визнав, що він ніколи не служив німцям і пережив війну.
М. Ф. Бугай та його учні (А. М. Гонов, А. С. Хунагов та інші) намагаються виправдати депортацію народів у СРСР. Оскільки вони не можуть скористатися звинуваченнями, які були розвінчані самим КДБ СРСР в 1980-ті роки за часів Перебудови, то вони використовують недомовки, туманні натяки, висновки, ніяк не пов'язані з посилками, і просто фальсифікацію документів.
У сучасній Росії поширена пропагандистська теза про те, що депортація нібито була «розмазаним» покаранням на весь народ нібито за злочини колабораціоністів, факт насправді полягає в тому, що колабораціоністи з числа кримських татар, як і колабораціоністи з будь-якого народу, були затримані і засуджені, згідно з радянським законодавством, за ту чи іншу ступінь співпраці з німцями та відправлені до радянських концтаборів на певний термін або розстріляні. При цьому, як показує аналіз справ підсудних та архів Музею Голокосту, кримські татари були практично не залучені до репресій проти мирних жителів та у Голокост, на відміну від росіян із Криму, які у зв'язку з цим отримали більш суворі покарання, навіть незважаючи на те, що співробітники НКВС намагалися приписати кримським татарам ті злочини, які вони ніколи не скоювали. Таким чином, були депортовані ні в чому не винні перед радянським керівництвом люди, з яких близько 82 % складали жінки та діти.

#### Провал партизанського руху в Криму та перекладання провини на кримських татар
Під час керівництва радянським партизанським рухом у Криму Мокроусов і Мартинов зіткнулися зі значними військовими невдачами проти німців, у яких вони звинувачували кримських татар. Використовуючи це як привід, радянські партизани розпочали кампанію з нападів на кримськотатарські села, що призвело до безладного вбивства мирних жителів і викрадання їхніх запасів продовольства, прирікаючи вцілілих на голодну смерть. Зокрема, Мокроусов і Мартинов закликали до авіаударів, які знищили мирні селища Стіля і Кучук-Озенбаш. Зосередження уваги на пограбуванні кримськотатарських сіл замість боротьби з німцями сприяло серйозним військовим невдачам, тому в липні 1942 року радянський уряд усунув Мокросуова з його посади. Отже, партизанський рух у Криму скоротився з 3098 членів у листопаді 1941 року до лише 150 чоловіків у листопаді 1942. Офіційні радянські звіти приписували некомпетентність Мокроусова його алкоголізму: він фактично не міг виконувати навіть своїх найелементарніших військових обов'язків через психічні вади внаслідок пияцтва.
Мокроусов і Мартинов, крім того, що виявилися бездарними у військовій справі, були ще й шовіністично налаштовані до кримських татар. Так, вони заборонили їм вступати в партизанські загони та видавили кримських татар з-під лісистих масивів, що призвело до загибелі багатьох кримськотатарських комуністів. У липні 1942 року вони направили перший хибний донос командувачу Південно-Західного фронту маршалу Будьонному про те, що більшість кримських татар нібито перейшла на бік німців. Ймовірно, цей донос став першоджерелом для НКВС, який пізніше склав «обґрунтування» депортації кримських татар. Як і Сєров, Кобулов та Берія, Мокроусов і Мартинов не надали жодних доказів на підтвердження своїх наклепницьких заяв.
Причиною фальсифікацій даних про кримськотатарських колабораціоністів і подальшої депортації з навмисним перекручуванням дійсної картини подій була спроба радянського керівництва перекласти відповідальність за невдачі і явні прорахунки керівництва партизанського руху на кримських татар. Це, зокрема, підтверджується рішенням бюро Кримського обкому ВКП (б) «Про помилки, допущені в оцінці поведінки кримських татар по відношенню до партизанів. Про заходи щодо ліквідації цих помилок і посилення політичної роботи серед татарського населення», який залишився невідомим: у ньому визнавалася фальсифікація інформації про співпрацю кримських татар з німцями.

### «Неблагонадійність»
Серед можливих приводів для депортації називається також недовіра до народів, що населяли прикордонні райони СРСР з Туреччиною, Іраном тощо.
Уявлення про «неблагонадійні» народи входять до робіт фахівців із військової статистики кінця XIX століття В. А. Золотарьова, А. Макшеєва і Н. Обручева. Згідно з їхніми уявленнями, благонадійним вважалося слов'янське населення країни, а неблагонадійним — народи окраїн Росії. Іноземне громадянство, національна чи релігійна близькість до країни, з якою Росія перебувала в стані війни, також вважалися ознаками неблагонадійності. Ще одним критерієм вважалися імовірні перешкоди на шляху колонізації Росією нових земель.

### Політика НКВС
Дослідник Д. М. Едієв пропонує свою версію приводів. По-перше, у військово-політичному керівництві змінилися уявлення про неблагонадійність за національною ознакою. По-друге, був накопичений досвід етнічних чисток у ході проведення превентивних заходів зі зміцнення прикордонних і прифронтових районів. У ході перших депортацій був створений і укріплений прецедент у свідомості людей і політичному інструментарії радянської влади. Була створена державна машина депортацій і обкатаний сценарій її роботи. Під час депортації німців у серпні 1941 року в структурі НКВС був створений відділ спецпоселень.
Перші проведення депортацій ініціювалися військовими, а НКВС виступав у ролі виконавця цих акцій. У депортаціях же 1943—1944 років НКВС виступав як ініціатор, виконавець і обвинувач, фабрикуючи «докази» провини репресованих народів.
У другій половині війни за рахунок перемог на фронтах піднявся авторитет армії. Це не влаштовувало керівництво НКВС і самого Сталіна, що видно з послідовних переміщень Г. К. Жукова. У цих умовах було вирішено використовувати механізм депортацій для підняття рейтингу НКВС. За підсумками депортацій керівництво і співробітники НКВС були нагороджені бойовими, у тому числі полководницькими орденами. Л. П. Берія, Б. З. Кобулов, С. Н. Круглов, І. О. Сєров були нагороджені орденами Суворова I ступеня, якими, згідно зі статутом ордена, нагороджують командувачів фронтами і арміями, їхніх заступників, начальників штабів, оперативних управлінь і оперативних відділів, начальників родів військ фронтів і армій «за чудово організовану і проведену фронтову або армійську операцію з розгромом противника меншими силами». А. Н. Аполлонов, В. М. Меркулов та І. І. П'яшев були нагороджені орденами Кутузова I ступеня, яким повинні були нагороджувати «командирів Червоної армії за добре розроблений і проведений план операції фронтового, армійського масштабу або окремого з'єднання, у результаті чого противнику було завдано нищівної поразки, а наші війська зберегли свою боєздатність». Підпорядковані організатори депортацій отримали ордени нижчого рангу: орден Суворова II ступеня — 13 осіб, орден Кутузова II ступеня — 17 осіб тощо.
На думку Едієва, депортації починалися як акції зачистки від «чужих» інонаціональностей (західних і східних), а закінчилися переслідуванням «своїх» народів в інтересах окремих людей і відомств.

## Депортація

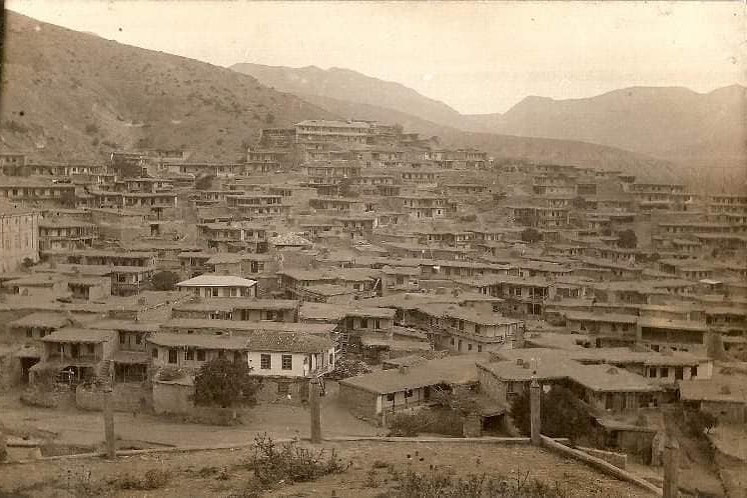
Спорожніле кримськотатарське село Ускют, 1945

Нібито через співпрацю з державами Осі під час Другої світової війни радянський уряд поклав колективну провину і покарання на десять національностей, серед яких кримські татари. Значна частина представників народів була депортована у віддалені райони Центральної Азії та Сибіру. Ще, згідно тільки з офіційними радянськими даними, десятки тисяч кримських татар були розкидані в різних регіонах РРФСР: Марійська АРСР (нині Республіка Марій Ел, РФ) — 8,3 тисячі осіб, Молотовська область (нині Пермський край) — понад 10 тисяч, Горьковська область (нині Нижньогородська область) — 5,5 тисячі, Свердловська область — 3,8 тисячі, Іванівська область — 2,7 тисячі, Ярославська область — понад 1 тисячу осіб.

Кримські татари під час повторного виселення з Криму у 1960-ті роки

10 травня 1944 року Лаврентій Берія рекомендував Сталіну депортувати кримських татар із прикордонних регіонів через їхні «зрадницькі дії». Сталін видав наказ ДКО № 5859-сс, який передбачав насильницьке виселення кримських татар. Депортацію провели за три дні, 18—20 травня 1944 року, у ході яких агенти НКВС ходили від хати до хати, збираючи кримських татар під дулами автоматів і змушуючи їх увійти в забиті вагони для перевезення худоби, які перевезуть їх майже за 3200 км, до віддалених місць Узбецької РСР. Кримським татарам дозволялося перевозити до 500 кг свого майна на сім'ю. До 8:00 першого дня НКВС вже завантажило 90 000 кримських татар, розподіливши їх у 25 поїздів. Наступного дня ще 136 412 особи посаджено в залізничні вагони. Вони їхали в переповнених вагонах протягом декількох тижнів і страждали від нестачі продовольства і води. За підрахунками якнайменше 228 392 людей депортовано з Криму, з яких принаймні 191 044 були кримськими татарами, у складі 47 000 сімей. Оскільки 7 889 людей загинули під час тривалого перевезення в закритих вагонах, НКВС зареєстрував 183 155 кримських татар, які приїхали до місця призначення в Центральній Азії. Більшість осіб були зібрані із сільської місцевості. Тільки 18 983 засланців були вихідцями кримських міст.
Операція з депортації почалася рано-вранці 18 травня 1944 року і закінчилася о 16:00 20 травня. Для її проведення було залучено війська НКВС кількістю понад 32 тисячі осіб. Депортованим відводили від декількох хвилин до півгодини на збори, після чого їх на вантажівках транспортували до залізничних станцій. Звідти ешелони з ними відправляли до місць заслання. За спогадами очевидців, тих, хто чинив опір або не міг іти, часто розстрілювали на місці. У дорозі засланців годували рідко і часто солоною їжею, після якої хотілося пити. У деяких ешелонах засланці отримали їжу вперше і востаннє на другому тижні шляху. Померлих ховали нашвидкуруч поруч із залізничним полотном або залишали, не ховаючи. Деякі підробиці того, як проходила депортація, стали відомі згодом, коли учасники тієї драми отримали можливість висловитися з цього приводу публічно.

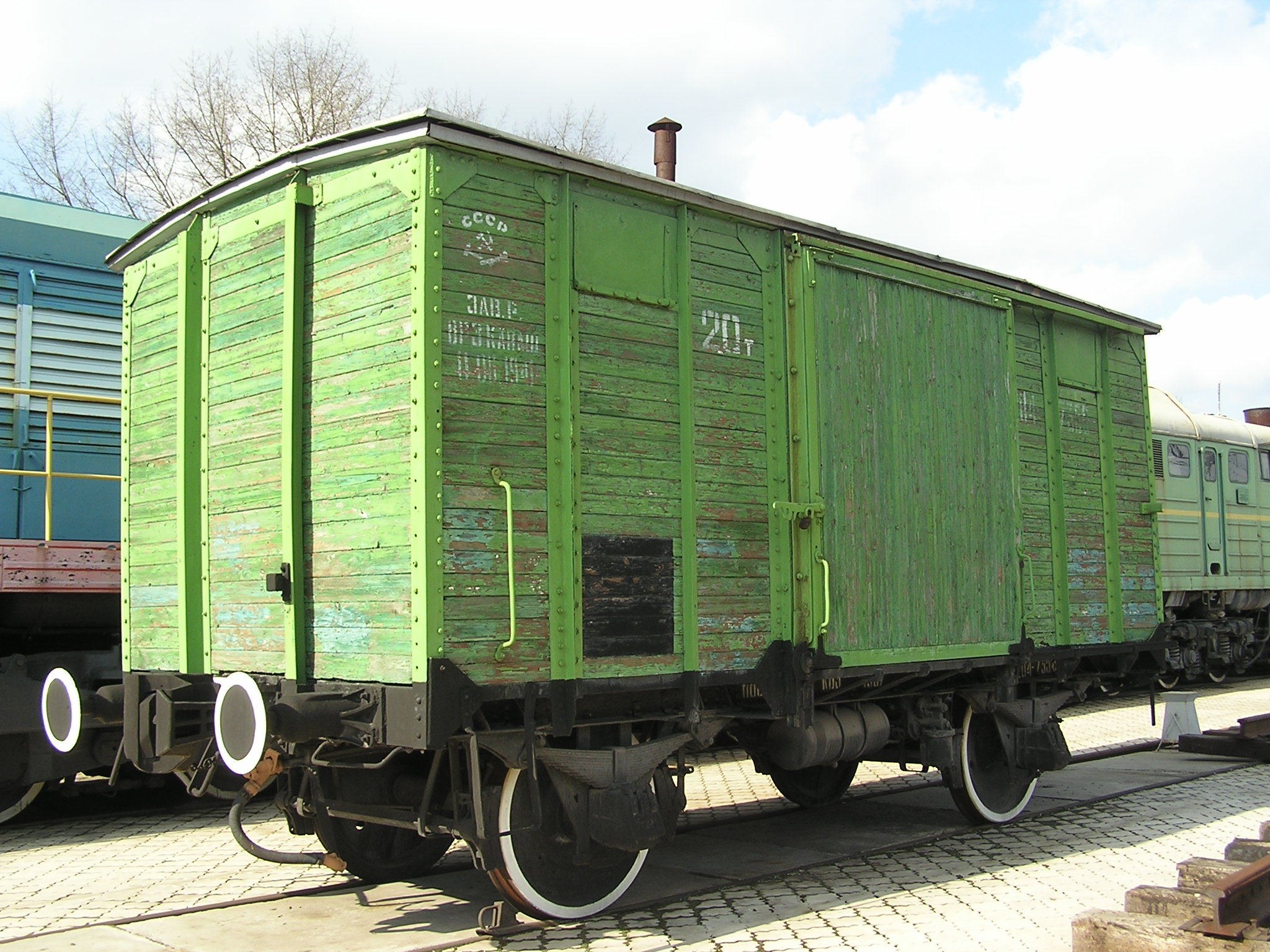
Товарний вагон-теплушка. У таких вагонах везли кримських татар під час депортації

Зі спогадів тих, хто пережив депортацію:
|  | Вранці замість привітання добірна лайка і запитання: трупи є? Люди за померлих чіпляються, плачуть, не віддають. Солдати тіла дорослих викидають у двері, дітей — у вікно... Медичного обслуговування не було. Померлих виносили з вагона і залишали на станції, не даючи ховати. Про медичне обслуговування й мови не могло бути. Люди пили воду з водойм і звідти ж брали про запас. Воду кип'ятити можливості не було. Люди почали хворіти дизентерією, черевним тифом, малярією, коростою, воші мучили всіх. Було спекотно, постійно мучила спрага. Померлих залишали на роз'їздах, ніхто їх не ховав. Через кілька днів шляху з нашого вагона винесли померлих: стареньку і маленького хлопчика. Поїзд зупинявся на маленьких полустанках, щоб залишити померлих. ... Ховати не давали. |

У телеграмі НКВС на ім'я Сталіна йшлося про те, що було виселено 183 155 осіб (не враховуючи солдатів армії, яких було відправлено на спецпоселення після демобілізації 1945 року). За офіційними даними, у дорозі загинула 191 людина. Останній поїзд було розвантажено 8 червня 1944 року. Більшу частину було депортовано до Узбекистану (151 136 осіб) та прилеглі райони Казахстану (4 286 осіб) і Таджикистану, невеликі групи було відправлено в Марійську АРСР (8 597 осіб), на Південний Урал і в Костромську область.
4 липня 1944 року НКВС офіційно поінформував Сталіна про те, що переселення завершено. Однак незабаром після цієї доповіді НКВС з'ясував, що один зі своїх підрозділів забув депортувати людей з Арабатської стрілки. Замість того, щоб готувати додатковий трансферт у поїздах, НКВС завантажив сотні кримських татар на старий човен, доправив його до середини Азовського моря і потопив корабель, втопивши всіх людей у ньому 20 липня. Тих, хто не тонув, добито кулеметами.

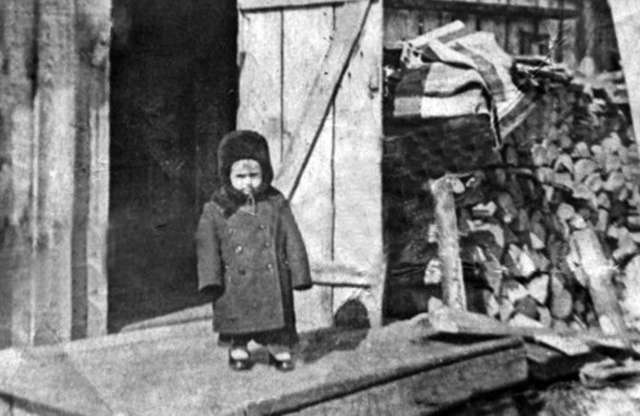
Кримськотатарський хлопчик, депортований з Криму за «зраду Радянського Союзу» — «співпрацю з німцями», у місці спецпоселення. 1944, Красновішерськ, Молотовська область.

Офіційно жодного кримського татарина не залишилося в Криму. Депортація охопила кожну людину кримськотатарського походження, включаючи дітей, жінок, людей похилого віку і навіть тих, хто були членами комуністичної партії або служив у Червоній армії. У березні 1949 року загалом 8 995 колишніх військовослужбовців Червоної армії кримськотатарського походження були зареєстровані в спеціальних поселеннях Серед цих ветеранів було 534 офіцери, 1392 сержанти і 7079 солдатів. Там були також 742 члени КПРС і 1225 членів ВЛКСМ. За словами одного з російських свідків депортації, деякі люди все ще воювали на Східному фронті, але їх чекала депортація наприкінці війни. Це було особливо принизливо для героїв війни; Ільяс Аблаєв, наприклад, воював на різних фронтах під час війни і служив у Червоній армії до травня 1947 року — тільки для того, щоб потім жити у вигнанні в регіоні Ташкента.

Під час цього масового виселення радянська влада конфіскувала близько 80 000 будинків, 500 000 голів корів, 360 000 соток землі і 40 000 тонн сільськогосподарської продукції, які залишилися після кримських татар. Крім того, всі кримські татари були звільнені з Червоної армії. Крім 191 000 депортованих кримців, радянська влада вигнала з півострова 9620 вірмен, 12 420 болгар і 15 040 греків. Усіх їх колективно затаврували зрадниками і вважали за громадян другого сорту протягом багатьох десятиліть в СРСР. Серед депортованих були і 283 особи інших національностей: італійці, румуни, караїми, курди, чехи, угорці і хорвати, що також вказує на те, що в Криму була проведена етнічна чистка. 1947 і 1948 років місцеве МВС депортувало з Криму ще 2 012 ветеранів-репатріантів із кримських татар.

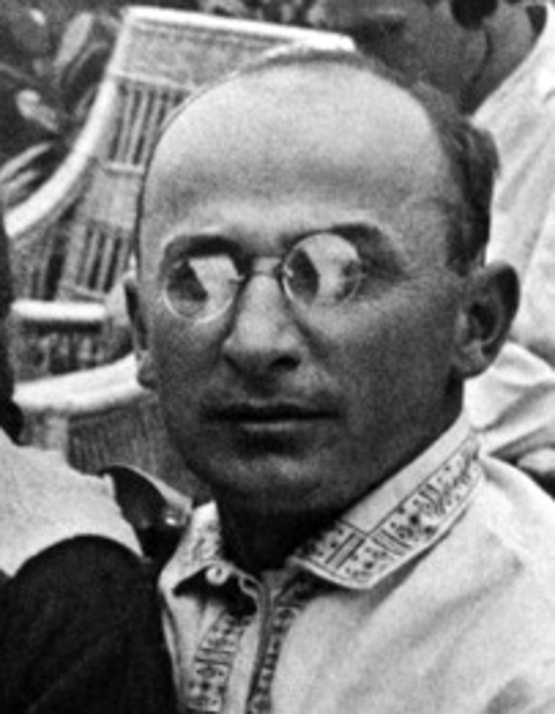
Лаврентій Берія, голова Радянського НКВС

151 136 кримських татар були депортовані в Узбецьку РСР, 8 597 — у Марійську АРСР і 4286 — до Казахської РСР; а ще 29 846 направлені в різні віддалені регіони РРФСР. Коли кримські татари прибули на місце призначення в Узбецькій РСР, їх зустріли ворожі місцеві жителі, які кидали в них каміння, навіть у їхніх дітей, оскільки чули, що кримські татари були «зрадниками» і «фашистськими пособниками». Узбеки не хотіли стати «смітником зрадницьких націй». У найближчі роки зареєстровано кілька нападів на кримських татар, деякі з яких були смертельними.
Масову депортацію кримських татар організував Лаврентій Берія, шеф Радянської таємної поліції НКВС, і його підлеглі Богдан Кобулов, Іван Сєров, Борис Обручников, Михайло Свинелупов, Аркадій Аполлонов. Польові операції провели: заступник начальника ГУЛАГу Георгій Добринін, полковник держбезпеки Григорій Бежанов, генерал-майор Іван Піяшев, комісар державної безпеки Сергій Кльопов, генерал-лейтенант Іван Шередега, підполковник державної безпеки Борис Текаєв і двоє місцевих лідерів — глава НКДБ Криму Петро Фокін і генерал-лейтенант Василь Сергієнко. Для виконання цієї депортації НКВС забезпечило 5000 озброєних агентів, і НКДБ виділив ще 20 000 озброєних осіб, разом із кількома тисячами солдатів регулярних військ. Дві сталінські директиви від травня 1944 року показують, що кожен аспект радянської влади, від фінансування до транзиту, був залучений у виконанні операції.
30 червня 1945 року Кримську АРСР скасовано і приєднано до Російської РФСР.
Радянська пропаганда намагалася приховати переміщення населення, стверджуючи, що кримські татари нібито «добровільно переселилися в Середню Азію». По суті, Крим зазнав етнічної чистки. Після цього термін «кримські татари» був вилучений із російсько-радянського лексикону і всі кримськотатарські топоніми (назви міст, сіл і гір) у Криму були змінені на російські назви на всіх мапах. Мусульманські кладовища та релігійні об'єкти в Криму були зруйновані або перетворені на світські місця. Під час сталінського правління нікому не дозволялося згадувати, що цей народ колись існував у СРСР. Це зайшло так далеко, що багатьом людям навіть заборонили називати себе кримськими татарами під час радянських переписів 1959, 1970 і 1979 років. Вони могли тільки називати себе «татарами». Лише під час Всесоюзного перепису 1989 року цю заборону знято.

## Наслідки

### Смертність та кількість жертв
| Рік                               | Кількість померлих |
| --------------------------------- | ------------------ |
| Травень 1944 р. — 1 січня 1945 р. | 13592              |
| 1 січня 1945 р. — 1 січня 1946 р. | 13183              |

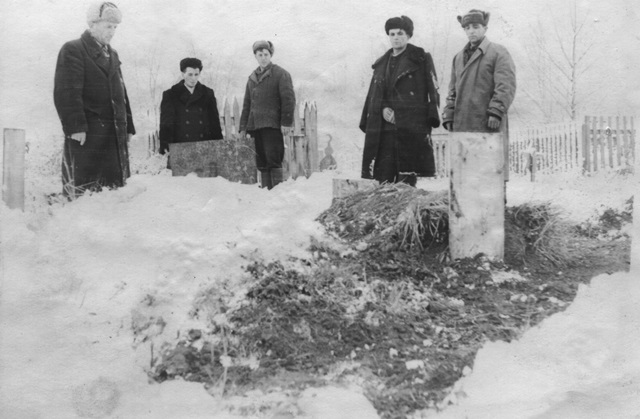
Похорони. Кримські татари, 1944 рік, Молотовська область, РРФСР.

Загальна смертність унаслідок депортації кримських татар досі залишається предметом суперечок, почасти тому, що НКВС тримали неповні звіти про смертність серед переселених народів. Як і інші депортовані народи, кримських татар помістили під режим спецпоселення. Багато депортованих повинні були виконувати примусову працю: у їх завдання входила робота у вугільних шахтах і будівельних батальйонах під наглядом НКВС. Дезертирство каралося стратою. Спецпереселенцям часто доводилося працювати по одинадцять-дванадцять годин на добу без вихідних. Попри цю важку фізичну працю, кримським татарам видавали лише по 200—400 грамів хліба на день. Житлових приміщень було недостатньо; деякі з депортованих були вимушені жити в землянках, де «не було ні дверей, ні вікон, нічого, тільки очерет» на підлозі, щоб спати.
Єдиний транспорт до цих віддалених районів і трудових колоній був так само завантажений. НКВС завантажували 50 осіб у кожен вагон разом із їхнім майном. Була тільки одна дірка в підлозі вагона, яку використовували як туалет. Одна зі свідків стверджувала, що 133 людини були замкнені в її вагоні. Умови в переповнених вагонах ускладнювалися відсутністю гігієни, а це вело до епідемії висипного тифу. Оскільки поїзди тільки в рідкісних випадках зупинялися, щоб відчинити двері вагонів під час поїздки, хворі неминуче заражали інших, хто був у вагонах. Лише після прибуття на місце призначення до Узбецької РСР кримські татари були звільнені із закритих вагонів. Перші депортовані почали прибувати в Узбецьку РСР 29 травня 1944 року, і більшість із них прибули до 8 червня 1944 року. Втім, деякі були перенаправлені на інші напрями в Центральній Азії і мали продовжити свою подорож. Деякі свідки стверджували, що вони подорожували в закритих вантажних вагонах протягом 24 днів поспіль. Увесь цей час їм давали дуже мало їжі або води. Там не було свіжого повітря, оскільки двері і вікна були зачинені. У Казахській РСР транспортні охоронці відчиняли двері, тільки щоб викинути трупи вздовж залізниці. Тож кримські татари назвали ці автомотриси «крематоріями на колесах». Звіти показують, що принаймні 7889 кримських татар загинули під час цієї довгої подорожі, що становить близько 4 % від загальної чисельності народу.
Висока смертність тривала протягом кількох років у вигнанні через недоїдання, трудову експлуатацію, хвороби, відсутність медичної допомоги і впливу суворого пустельного клімату Узбекистану. Засланців часто направляли на найважчі будівельні майданчики. Узбецькі медичні установи були переповнені кримськими татарами, які були схильні до місцевих азійських захворювань, відсутніх на Кримському півострові, де вода була чистішою, зокрема до дистрофії, малярії та кишкових хвороб. Рівень смертності був найвищим упродовж перших п'яти років. 1949 року радянська влада порахувала населення депортованих етнічних груп, які жили в спеціальних поселеннях. Згідно з їхніми даними, було 44 887 надлишкових смертей за ці п'ять років, 19,6 % від загальної чисельності. Інші джерела дають число 44 125 смертей за цей час. Знадобилося п'ять років, щоби кількість народжень серед депортованих людей почала перевершувати число смертей. Радянські архіви свідчать, що в період між травнем 1944 року і січнем 1945 року загалом 13 592 кримських татар загинули у вигнанні, близько 7 % від усього населення. Майже половину всіх смертей (6096) становили діти віком до 16 років; інші 4525 — дорослі жінки і 2562 — дорослі чоловіки. Упродовж 1945 року померло ще 13 183 особи. Таким чином, до кінця грудня 1945 року щонайменше 27 000 кримських татар уже померли у вигнанні. Одна кримська татарка, що жила неподалік від Ташкента, згадувала так про події 1944 року:
Мої батьки були депортовані з Криму в Узбекистан у травні 1944 року. У моїх батьків були сестри і брати, але до того часу, коли вони прибули до Узбекистану, тільки вони залишилися в живих. Сестри моїх батьків, а також брати і батьки, всі померли внаслідок грипу та інших хвороб … Моя мама залишилася зовсім одна, і її перша робота полягала в різанні дерев.

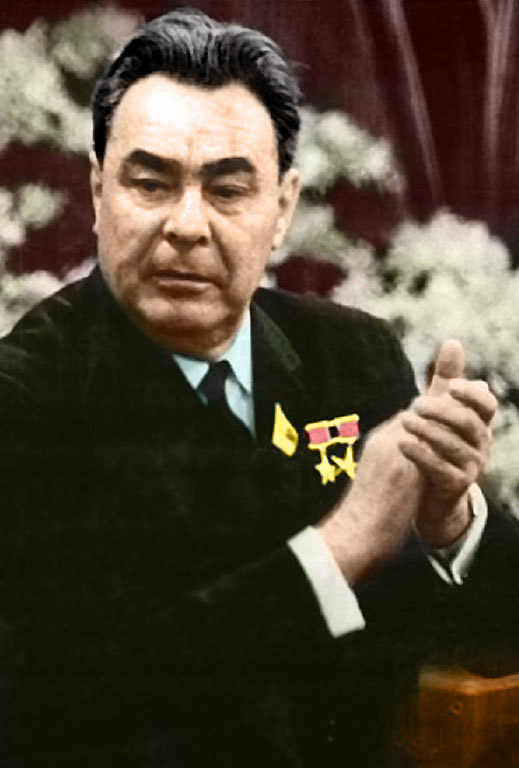
Леонід Брежнєв

За оцінками кримських татар, показники смертності були значно вищими і становили 46 % від населення, що жило у вигнанні. В 1968 році, коли Леонід Брежнєв очолював СРСР, кримськотатарських активістів переслідували за апелювання до цих високих цифр під приводом, що це «наклеп на СРСР». Для того щоб показати, що кримські татари перебільшують, КДБ опублікував цифри, які свідчать про те, що «лише» 22 %, тобто більш ніж кожен п'ятий цього народу помер. За оцінками Ганнібала Тревіса загалом 40 000—80 000 кримських татар померли у вигнанні. Дж. Отто Поль наводить дані Майкла Рівкіна щодо не менш як 42 000 кримських татар, які загинули між 1944 і 1951 роками, а це означає, що близько 20 % населення загинуло внаслідок радянської політики. Поль описав це як «один із найгірших випадків етнічно мотивованих масових вбивств XX століття». Кримський Державний комітет підрахував, що 45 000 кримських татар загинули в період між 1944 і 1948 роками. Офіційний звіт НКВС підрахував, що 27 % народу померли.
Значна кількість переселенців, виснажених трьома роками життя в німецькій окупації, загинула в місцях висилки від голоду і хвороб в 1944—1945 роках. Оцінки кількості загиблих у цей період дуже різняться: від 15—25 % за оцінками різних радянських офіційних органів, до 46 % за оцінками активістів кримськотатарського руху, які збирали відомості про загиблих в 1960-ті роки. Таким чином, за даними ОСП УзРСР, лише «за 6 місяців 1944 року, тобто з моменту прибуття в УзРСР і до кінця року, померло 16 052 особи (10,6 %)». Протягом 12 років до 1956 року кримські татари мали статус спецпереселенців, що означав різні обмеження в правах, зокрема заборону на самовільний (без письмового дозволу спецкомендатури) перетин кордону спецпоселення і кримінальне покарання за його порушення. Відомі численні випадки, коли людей засуджували до багаторічних (до 25 років) термінів таборів за те, що вони відвідували родичів у сусідніх селищах, територія яких належала до іншого спецпоселення.

Фотографії
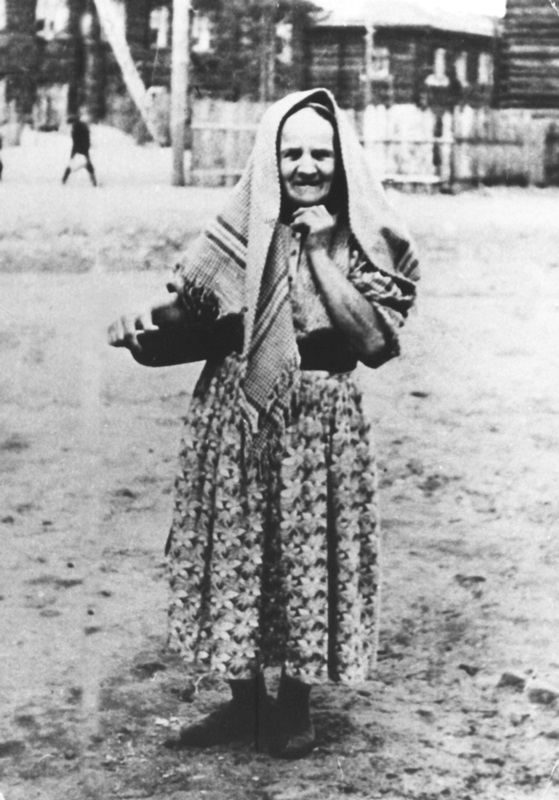
Бабуся Ісмі, мати 9 дітей, м. Красновишерськ, 1946.
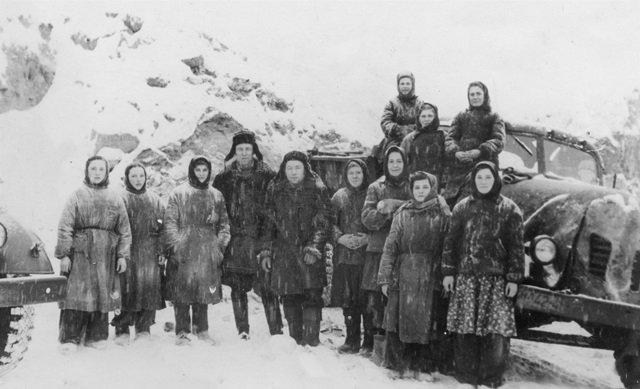
Депортовані Криму – жителі сіл Отузи та Шелен, м. Красновишерськ, Молотовська область, 1948.
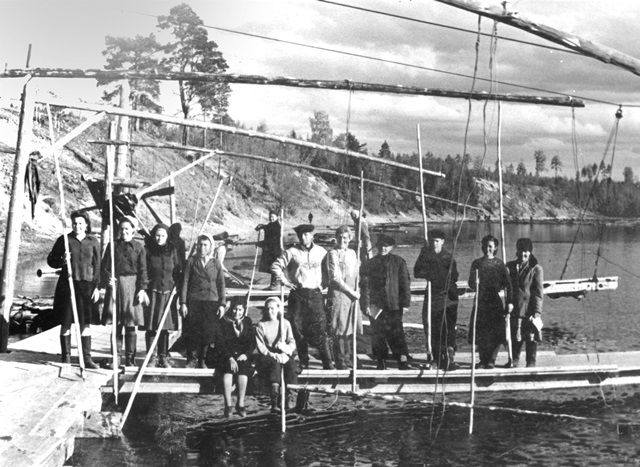
На лісосплаві біля річки Язва, Урал, 1948.
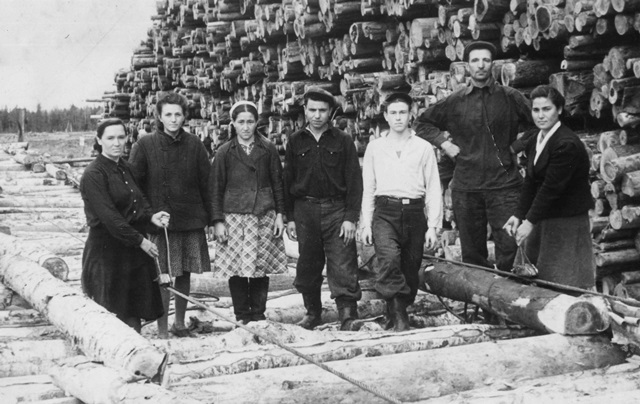
Кримські татари на лісоповалі після депортації з Криму. Молотовская область, 1952.
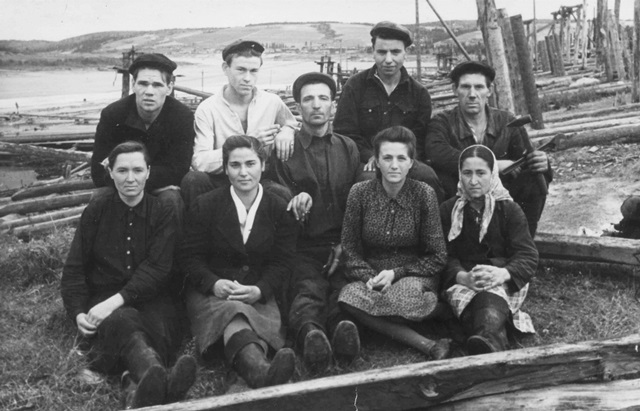
Кримські татари на лісоповалі, 1952.
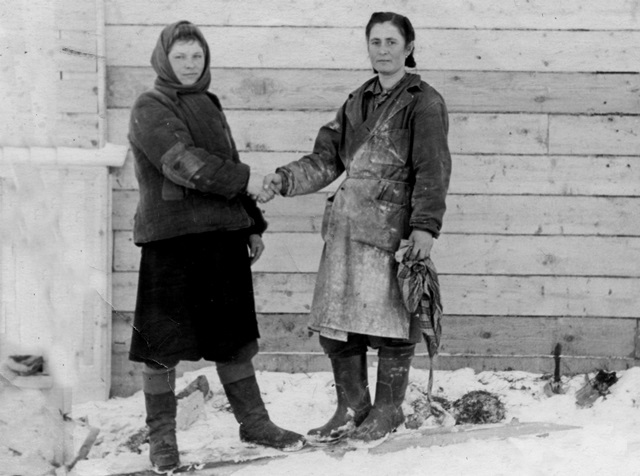
Кримськотатарські жінки на будівництві, 1954.

Різні оцінки смертності кримських татар:
| 20 %                          | 80 %                         |
| Померли в перші роки вигнання | Вижили в перші роки вигнання |

| 27 %                          | 73 %                         |
| Померли в перші роки вигнання | Вижили в перші роки вигнання |

| 46 %                          | 54 %                         |
| Померли в перші роки вигнання | Вижили в перші роки вигнання |

На відміну від деяких інших депортованих народів, що повернулися на батьківщину наприкінці 1950-х років, кримських татар було позбавлено цього права формально до 1974 року, фактично ж — до 1989-го. Масове повернення народу до Криму почалося лише наприкінці Перебудови 1989 року.
Внаслідок депортації кримські татари на півсторіччя були позбавлені етносоціального та етнокультурного середовища проживання, яке створювалося віками, а також їхньої державності.

### Наслідки для Криму

#### Знелюдення півострова
Якийсь час після депортації кримських татар серед решти населення Криму були поширені панічні настрої. Багато хто боявся, що незабаром депортують і всіх інших. Особливо посилилися ці настрої після депортації в червні 1944 року кримських вірмен, болгар і греків. З протоколу пленуму Кримського обкому ВКП (б) 14 червня 1944
| Ліві лапки | Багато таких розмов: «Ось татар вивезли і нас будуть вивозити.» І навіть сухарі сушать... | Праві лапки |

Деякі райони (гори і Південний берег Криму, населені до того переважно кримськими татарами) залишилися практично без населення. За повідомленням відповідального організатора ЦК ВКП (б) у Кримській області до ЦК ВКП (б), «після виселення татар, у деяких районах, особливо південних, населення майже не залишилося. У Куйбишевському районі залишилося всього населення 672 чол., Алуштинському — 2637, Судацькому — 3380, Балаклавському — 2233. Аналогічне становище з населенням у Карасубазарському, Бахчисарайському, Ялтинському районах».

#### Ліквідація автономії. Зміна назв населених пунктів
Відразу ж після депортації, 30 червня 1945 року, була ліквідована за непотрібністю Кримська АРСР — національно-територіальна автономія кримських татар в Криму. На її місці була утворена звичайна область.
У новому утворенні нічого не повинно було нагадувати про його колишніх жителів, тому відразу після депортації у Криму трьома указами від 1944, 1945 і 1948 років було перейменовано всі (за винятком Бахчисарая, Джанкоя, Ішуні, Саків та Судака) поселення, назви яких мали кримськотатарське походження (близько 1000 топонімів або понад 90 % від загальної чисельності поселень Криму). Ще одна хвиля з перейменування міст і географічних об'єктів була запланована на 1953 (так, гору Ай-Петрі планували перейменувати в «Петрови скелі», Демерджі — в «Обвальне», Роман-Кош — в «Високу», а Шайтан-Мердвен — в «Лисиціну гору». Річка Салгир повинна була стати «Кримкою», водоспад Джур-Джур — «Шумним»; схожа доля спіткала й інші гори, затоки, миси і озера) — завадила смерть Сталіна, кампанія була згорнута.
Протягом 1970-х і 80-х років радянський уряд намагався остаточно «укоренити» всіх кримських татар в Узбекистані, просуваючи план КДБ СРСР так званої Мубарекскої зони, який передбачав створення в практично промислово не розвиненому, незаселеному Мубарекському районі Кашкадар'їнської області Узбецької РСР «кримськотатарської автономії», для того щоб з їх допомогою індустріалізувати цей район, замість відновлення автономії в Криму, як того вимагав кримськотатарський народ. Через опір кримських татар, які боролися за повернення на батьківщину — у Крим, цей план провалився і не був реалізований.

#### Заселення Криму колгоспниками
Рішенням від 18 серпня 1944 року з метою «якнайшвидшого освоєння родючих земель, садів і виноградників» ДКО визнав за необхідне переселити в Крим з різних областей РРФСР і Української РСР «сумлінних і працьовитих колгоспників — всього 51 000 чоловік». Землі колишніх кримськотатарських колгоспів, звідки були «зроблені спецпереселення в 1944 році, з наявними посівами і насадженнями» передавалися знову організовуваним колгоспам переселенців з областей Росії та України і закріплювалися за цими колгоспами у «вічне користування». Вже до 1 грудня 1944 р. до Криму прибуло 64 тисяч переселенців. Переселення в Крим було добровільним і потенційно доступно для всіх громадян СРСР по заповненню спеціальної анкети, які потім затверджувалися Обкомами КПРС.
В 1944 році в Криму залишалося тільки 379 000 чоловік (дані Кримського обкому на 14 жовтня 1944 року). Наступний перепис 1959 року показав, що населення відновилося до 1,2 мільйона осіб, але в кардинально іншому етнічному складі, ніж до війни: 71 % росіян, 22 % українців, 2 % білорусів. Частка українців у Криму зросла з 13 % до 22 %, росіян — з 48 % до 72 %. Частка білорусів зросла з 1 % до 2 %. З Криму повністю зникли кримські татари. Такий значний приріст населення за досі короткий період пов'язаний з масовим організованим переселенням до Криму жителів з різних областей СРСР (в основному з РРФСР — жителів Краснодарської, Воронезької, Курської, Орловської та Бєлгородської областей, а також з УРСР), багато сьогоднішніх нащадків переселенців вважають себе кримчанами та не пам'ятають своїх коренів. Переселенцям з областей Радянського Союзу давали одноразову грошову допомогу в розмірі 2 500 рублів на сім'ю, списували всі борги і податки, дозволяли взяти із собою інвентар, худобу та інше майно загальною вагою до двох тонн на сім'ю. Особливо нужденним сім'ям виділяли білизну, одяг і взуття. Сім'ї перевозили в залізничних пасажирських вагонах. Переселенців заселяли в будинки кримських татар, що звільнилися. Так згадує той час Катерина Клочкова, одна з колгоспниць Воронезької області, переселена в Крим:
|  | Ми їхали до Криму з гарячим бажанням швидше відродити цей чудовий куточок Радянської Батьківщини, підняти і поставити на службу фронту його багаті можливості.Оригінальний текст (рос.) Мы ехали в Крым с горячим желанием быстрее возродить этот чудесный уголок Советской Родины, поднять и поставить на службу фронту его богатые возможности. |

#### Спотворення історії Криму
Відразу ж після депортації кримських татар був розгорнутий процес по спотворенню історії Криму. Основні радянські історики, які були включені в процес переписування історії Криму, — Надінський, Павленко, Шульц, Веймарн і ще декілька. Партія, яка бажала виправдати не тільки депортацію 1944 року, а й анексію 1783 вимагала проводити всі дослідження з історії Криму «в нерозривній єдності з історією всіх радянських народів, перш за все великого російського народу». Іншими словами, кожен історик у будь-якому дослідженні повинен був доводити, що Крим є «історичною батьківщиною» російського народу. А оскільки матеріальних доказів цьому практично не було, вченим доводилося всіляко винаходити «докази».
Цілі життя окремих вчених були присвяченні тому, щоб знайти що-небудь слов'янське і затвердити, наприклад, Генуезьку фортецю за росіянами. Інші історики заперечували навіть вплив росіян на культуру Криму в період Середньовіччя, аргументуючи відсутністю матеріальних слідів. Вже тоді було помітно, що докази «російськості» Судака не наукові, а ідеологічні, оскільки нічого переконливо слов'янського викопати археологам не вдавалося, і доводилося використовувати «черепки» невідомого походження.
Вже 1951 року почалося масове (тільки перший тираж становив 15 000 екземплярів) видання книги «Нариси з історії Криму» партійного працівника і краєзнавця П. М. Надінського. У викладі автора, не знайомого ні з методами історичного дослідження, ні з письмовими джерелами, Історія Криму представляється як «безперервна боротьба» «місцевих аборигенів» з «загарбниками» як із Заходу, так і зі Сходу, в ході якої місцеве населення, що було, як пише Надінський, слов'янським (скіфи — це слов'яни у викладі автора), завжди тягнулося до «братської Русі», і це тяжіння завершилося в 1783 «історичним возз'єднанням Криму з Росією».
Згідно з концепцією Надінського, давалися оцінки окремим періодам історії Криму, про характер яких свідчать назви розділів: «Боротьба скіфів проти античних колонізаторів», «Вторгнення римських окупантів», «Візантійська експансія», «Розбійницькі набіги кримських татар». Період Кримського ханства автором визначався як «найпохмуріша сторінка його історії». Тільки після смерті Сталіна в 1953 році ця робота викликала неприйняття більшості вчених-істориків, які оцінили її різко негативно, чому сприяла десталінізація суспільно-політичного життя.
1952 року відбулася сесія відділень історії та філософії АН СРСР і Кримської філії академії, на якій, як і на серпневій сесії 1948 року, де вчені через ідеологічний диктат не змогли відстояти генетику, і перемогли Лисенко і Мічурін, очистити історію Криму від тенденційних уявлень про Крим як місце перебування росіян з незапам'ятних історичних часів не вдалося.
На сесії було рекомендовано «глибоко вивчити історію проникнення слов'ян до Криму». Особливо рекомендувалося звертати увагу на історію Тмутараканського князівства, оскільки помилково вважалося, що це було відділення Русі, що розташовувалося в Криму. Було вирішено «боротися» проти «ідеалізації» тюркських народів Криму — хозар, половців, печенігів та кримських татар («татар»), що фактично означало заборону на об'єктивне вивчення їх історії.
Після «сесії» про те, якою має бути історія Криму, радянським вченим розповів академік Борис Рибаков. Він написав роботу під назвою «Про помилки у вивченні історії Криму і про завдання подальших досліджень». А в газеті «Известия» вийшла стаття академіка Бориса Грекова «Про деякі питання історії Криму». Пізніше її варіант був опублікований у співавторстві з Радянським етнографом Юліаном Бромлєєм у «Віснику» Академії наук. Ці документи стали керівними для істориків, що займалися Кримом, аж до кінця 1980-х років. Згідно з ними, всі народи, що залишили свій слід в історії півострова, стали оцінюватися позитивно або негативно. Роль стародавніх греків, наприклад, історики почали всіляко звеличували, а роль кримських татар — було наказано принижувати і навіть приписувати їм усілякий негатив. Такий підхід до історії Криму домінує і донині.
Згадки про кримських татар як окремий народ були взагалі заборонені, а з Великої радянської енциклопедії (ВРЕ) була вилучена стаття про кримських татар.

#### Пропаганда
Радянські партійні чиновники в Криму вселяли слов'янському населенню Криму татарофобські настрої, зображуючи кримських татар як «зрадників», «буржуазію» або «контрреволюціонерів» і розповідаючи новим мешканцям Криму, що кримські татари були «монголами», які не мають ніякого історичного зв'язку з Кримським півостровом (незважаючи на їх грецькі, італійські, половецькі, готські та інші корені та на той факт, що вони утворилися як народ у Криму). Конференція 1948 року в Криму була присвячена пропаганді та поширенню антикримськотатарських настроїв. Офіційна ідеологія десятиліттями формувала у свідомості мешканців Криму «образ ворога» — кримського татарина.

#### Ліквідація системи освіти кримськотатарською
Після депортації кримських татар також була повністю ліквідована система освіти мовою цього народу. До 1944 року в Кримській АРСР функціонувала 371 кримськотатарська школа. Підготовку педагогічних кадрів вели Сімферопольський педагогічний інститут, Ялтинський татарський педагогічний технікум, Бахчисарайська Вчительська Татарська школа. Після депортації всі ці заклади було ліквідовано. Діти кримських татар на засланні були позбавлені шкіл рідною мовою, народ не мав у місцях заслання жодних інститутів національної культури, не мав преси своєю мовою. У Криму після депортації його споконвічних насельників — кримських татар — були знищені пам'ятники їх матеріальної і духовної культури. Були спалені всі газети, журнали і книги кримськотатарською мовою, навіть твори «класиків марксизму».
Після повернення кримських татар система освіти кримськотатарською мовою не була відновлена. Так, за офіційними даними, у 2012/2013 навчальному році в середніх загальноосвітніх школах АР Крим освіту кримськотатарською мовою отримували тільки 3,11 % учнів, хоча питома вага учнів—кримських татар у загальній чисельності школярів становила 19,4 %. Ще гіршою ситуація стала після анексії Криму Росією: за даними на 2015/2016 навчальний рік, освіту кримськотатарською здобувало тільки 2,76 % учнів. На цей час в Криму діє тільки 15 шкіл з кримськотатарською мовою навчання (для порівняння — 371 школа в 1944 році), при цьому поширена практика відкриття в школах з кримськотатарською мовою навчання перших класів з навчанням російською мовою, а також адміністративного тиску на батьків з метою переконати їх переводити своїх дітей після отримання початкової освіти в російськомовні класи; в 1997 році була затверджена програма, відповідно до якої передбачалося відкриття в 1997—2006 роках 40 шкіл з кримськотатарською мовою навчання, але вона так і залишилася не реалізована.

#### Культурні втрати

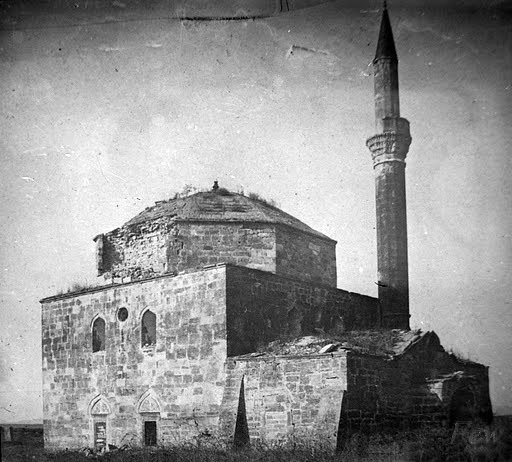
Колеч-Мечеть — одна з найстаріших мечетей Криму, була зруйнована після депортації кримських татар

Депортація також завдала непоправної шкоди кримськотатарській культурі. Крім спалення всіх газет, книг, журналів мовою кримських татар, радянська влада зрівняла із землею всі мусульманські кладовища — надгробки використовувалися в будівництві доріг, будинків. З 1700 мечетей і молитовних будинків у Криму 1944 року, на момент початку репатріації кримських татар не діяла жодна, багато мечетей було зруйновано. Було завдано збитків кримськотатарським гончарній, ювелірній, теслярській, ковальській, шкіряній, кравецькій справам і танцювальному мистецтву, які почали поступово відновлюватися лише після повернення кримських татар.
Пішли під землю багато гірських джерел і здичавіли сади-чаїри. Були загублені традиційні сорти овочів, фруктів, винограду. Постраждала і фауна Криму. Після висилки корінного народу на півострові зникли дві місцеві породи собак — кримський хорт (кримка) і татарська вівчарка. Вони вимерли, оскільки їх розведенням більше ніхто не займався.

### Наслідки для кримськотатарської мови
Майже півстолітня дискримінаційна політика, яка проводилася тоталітарним режимом по відношенню до кримських татар, завдала величезної шкоди кримськотатарській мові. Такої, що на даний момент кримськотатарську мову ЮНЕСКО зарахувало до числа мов, що вимирають (seriously endangered). Політика радянської влади вплинула на соціальний статус мови: різко і насильно були відсічені всі його соціальні функції, крім однієї. Відомо, що до депортації кримськотатарська мова використовувалася не тільки в побуті, але і в школі — початковій, середній і вищій, на радіо, у діловодстві, юриспруденції, науці, публіцистиці та художній літературі. В умовах заслання та повної заборони кримськотатарської мови вона почала виповняти тільки одну функцію — побутове спілкування.
Виконуючи тільки одну роль — спілкування в сім'ї, мова бідніє і вироджується. З мови випадають специфічні терміни, граматичні конструкції, властиві книжковій мові, цілі пласти лексики, які не використовуються для побутового спілкування. Саме це сталося з кримськотатарською в роки заслання. Освіта кримськотатарською мовою була повністю заборонена. І тільки в 1965 році кримськотатарські діти в Узбекистані отримали можливість вивчати рідну мову, але всього дві академічні години на тиждень. Навіть у перебудову, в 1986/1987 навчальному році, тільки 5 тисяч кримськотатарських дітей вивчало рідну мову.
В умовах заслання активно і цілеспрямовано формувалася кримськотатарсько-російська двомовність. Такий соціальний статус кримськотатарської мови мав негативні наслідки за двома напрямками: серйозні руйнування в самій системі кримськотатарської мови; зупинення розвитку кримськотатарського мовознавства у зв'язку з тим, що було накладено заборону на наукове осмислення кримськотатарської мови.
Найбільші втрати кримськотатарської мови помітні у сфері лексики. Тут протікали два протинаправлених процеси, що однаково руйнівні для мови:
1. З активного словника носіїв мови зникли великі пласти слів, які виражали офіційно-ділові, суспільно-політичні та наукові поняття (vasiylik — опікунство, vekâlet — повноваження, tasfiye — ліквідація, muqavele — договір та інші), а також групи слів, пов'язаних з традиційними заняттями кримських татар — тютюнництвом, виноградарством, відгінним тваринництвом та інше (demet — пучок, demetlemek — складати тютюнове листя в стопки, tütünci — тютюновод (рос. табаковод), lesker — особливий вид лопати, çana — мотика тощо);
2. Максимально активізувався приплив російських і, за посередництвом російської мови, інтернаціональних слів, які витісняли споконвічні тюркські та інші елементи (республіка при наявності cumhuriyet, проблема — mesele, революція — inqilâp, орден — nişan).

Набагато більшої шкоди мові завдають російські слова, словосполучення і цілі речення, які включаються в усне мовлення навіть тих, хто розуміє кримськотатарською, без потреби, при наявності кримськотатарських еквівалентів. Наприклад: «Sen почему-то doğru saymadıñ. Meni позорlama. Mende bügün день рождения olacaq. Вообще-то говоря, o bügün kele». Разом із самостійними словами, у кримськотатарську мову дуже часто вставляються і службові слова різних розрядів: «Даже radio „Свобода“ onı ayttı. Докладım yazılğan, но men onı oqımacam. А Çoban-zade onda iştiraq eterdi. И bügün biz onı halq merkezi yapmaq kerekmiz. Но bügün координационный советiniñ azaları yoq edi. Men aytayım da, чтобы siz biliñiz. Siz añladıñız, что o duva keçmez. Только men onı isteyim» тощо.

## Реабілітація та повернення

Маніфестація кримських татар за часів перебудови. «Демократія та гласність — і для кримських татар»

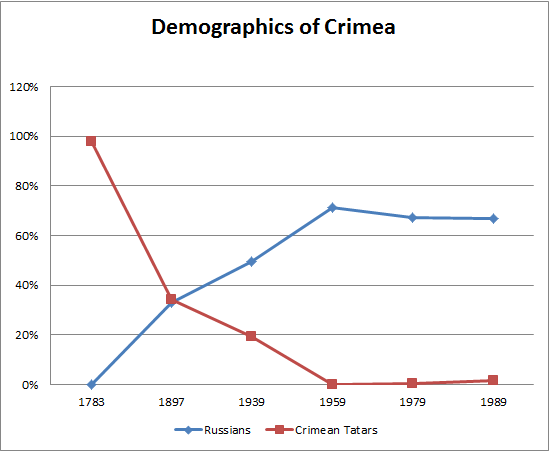
Хронологія етнічного складу Криму. Різке падіння кількості кримських татар видно вже після депортації.
Кримські татари

Сталінська влада відмовляла кримським татарам у праві на освіту чи друкування творів рідною мовою. Хоча вони повинні були навчатися російською або узбецькою мовою, але все одно зберегли свою культурну ідентичність недоторканою. 1956 року новий Радянський лідер Микита Хрущов виступив з промовою, у якій він засудив політику Сталіна, зокрема масову депортацію різних національностей. Проте, хоча багатьом народам було дозволено повернутися до себе на батьківщину, три групи були змушені залишатися у вигнанні: російські німці, турки-месхетинці і кримські татари. 1954 року Хрущов дозволив Криму увійти до складу Української РСР, оскільки Крим пов'язаний сушею з Україною, а не з Російської РФСР. 28 квітня 1956 року вийшла директива «Про зняття обмежень на спеціальні поселення кримських татар… переміщених у роки Великої Вітчизняної війни», яка передбачала де-реєстрацію депортованих осіб та їх звільнення від адміністративного нагляду. Проте, залишилося багато інших обмежень і кримським татарам не дозволили повернутися в Крим. Крім того, того ж року Рада Міністрів України заборонила засланим татарам, грекам, німцям, вірменам, болгарам переїжджати навіть у Херсонську, Запорізьку, Миколаївську та Одеську області в складі УРСР. Кримські татари не отримали жодної компенсації за втрачене майно.
В 1950-х роках кримські татари почали активно відстоювати своє право на повернення. 1957 року вони зібрали 6000 підписів у петицію, яку відправили у Верховну Раду СРСР, у якій вимагали своєї політичної реабілітації та повернення в Крим. 1961 року 25 000 підписів зібрали в клопотанні, яке надіслали в Кремль.

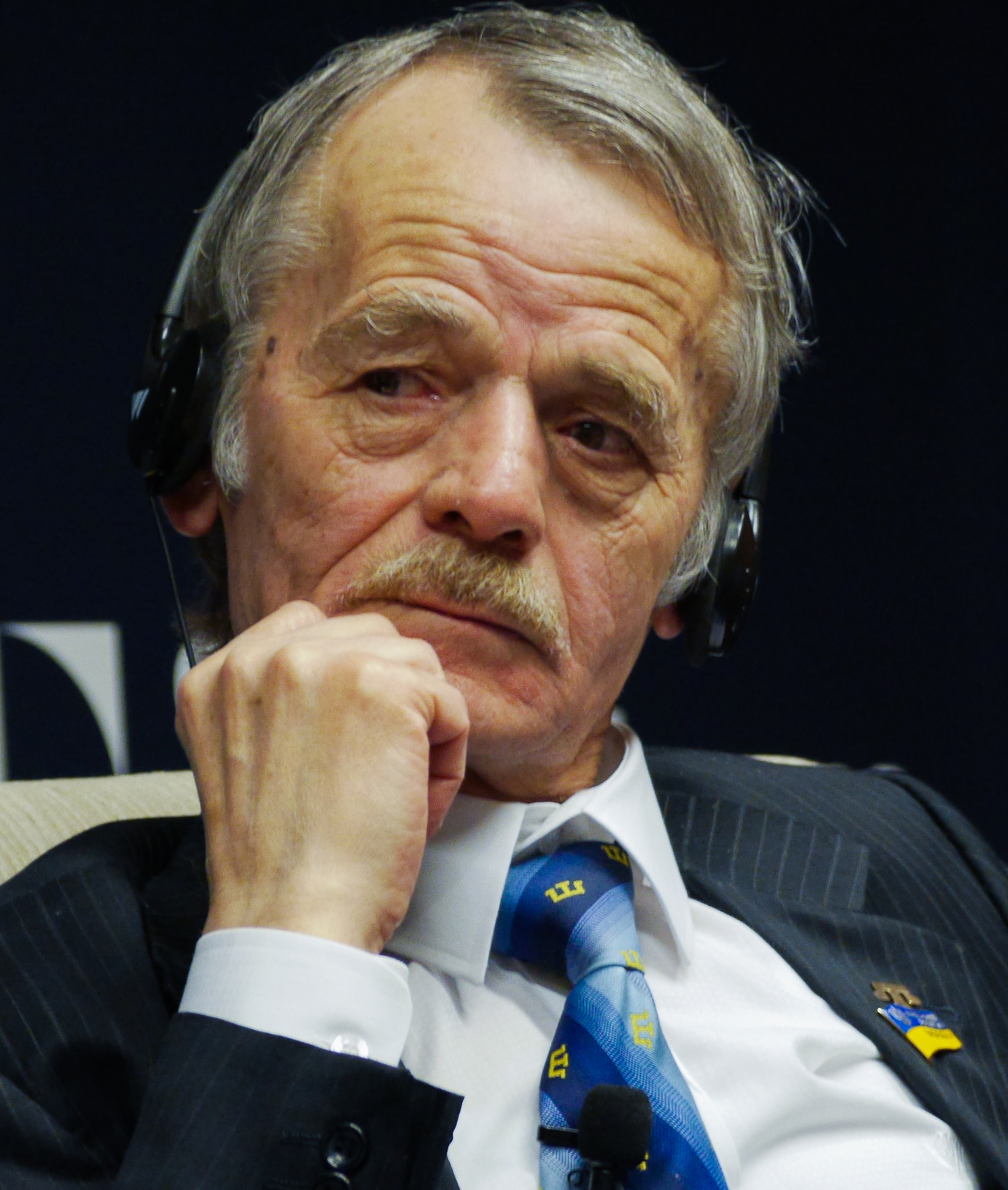
Мустафа Джемілєв, кримськотатарський активіст, провів багато років у в'язниці за свою діяльність

Мустафа Джемілєв, якому було всього шість місяців, коли його сім'я була депортована з Криму, виріс в Узбекистані і став активістом боротьби за право кримських татар на повернення. У 1966 році він був арештований і провів у цілому 17 років у в'язниці за радянської влади. Це принесло йому прізвисько «кримськотатарського Мандели». У 1984 році його засудили вшосте за «антирадянську діяльність», але його морально підтримав радянський дисидент Андрій Сахаров, який слідкував за четвертим судом Джемілєва в 1976 році. Коли літніх дисидентів заарештовували їм на зміну приходило молоде покоління.
21 липня 1967 року представники кримських татар, на чолі з дисиденткою Айше Сеїтмуратовою, отримали дозвіл зустрітися з високопоставленими радянськими чиновниками в Москві, зокрема і Юрієм Андроповим. У ході зустрічі кримські татари вимагали виправлення всіх несправедливостей, що СРСР заподіяв для їхнього народу. У вересні 1967 року Верховна Рада СРСР видала указ, яким амністувала кримських татар щодо їх звинувачень у масовій зраді під час Другої світової війни, а також дала їм більше прав в СРСР. Проте, кримські татари не отримали того, чого хотіли найбільше: права на повернення в Крим. У ретельно зваженій постанові зазначено, що «громадяни татарської національності, які раніше жили в Криму […] прижилися в Узбецькій РСР». 1968 року об'єднані в групи особи поверталися в Крим самостійно, без державного дозволу — тільки для того, щоб радянська влада депортувала 6000 з них удруге. Найбільш яскравим прикладом такого опору був кримський татарин Муса Мамут, якого депортували, коли йому було 12 років і який повернувся в Крим, бо знову хотів бачити домівку. Коли міліція повідомила йому, що його черговий раз депортують, він облився бензином і підпалив себе. Попри це, 577 сімей змогли отримати державний дозвіл на проживання в Криму.

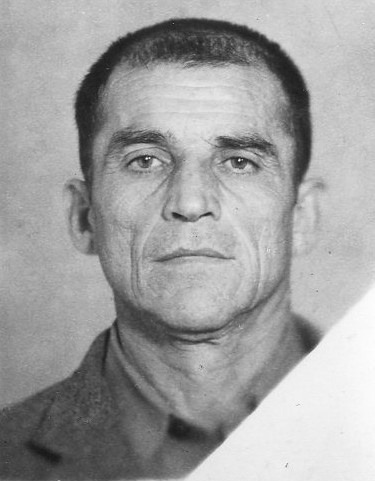
Муса Мамут, кримськотатарський активіст, який спалив себе, намагаючись добитися повернення кримських татар до батьківщини

В 1968 році спалахнули заворушення серед кримськотатарського народу в узбецькому місті Чирчик. У жовтні 1973 року єврейський поет і професор Ілля Габай наклав на себе руки, зістрибнувши з будівлі в Москві. Він був одним із найбільш значних єврейських дисидентів у СРСР, які боролися за права пригноблених народів, зокрема кримських татар. Габай був заарештований і відправлений у трудовий табір, але все ж наполягав на своєму, оскільки був переконаний, що ставлення до кримських татар у СРСР можна порівняти з геноцидом. Того ж року його заарештували.
В 1973—1974 роках кримські татари на чолі з Юрієм Османовим та його батьком Бекіром організували і провели самоперепис кримськотатарського народу, який показав реальну кількість загиблих під час депортації — 46,2 % від всього народу, на підставі цього перепису Юрій Османов зробив власний висновок про загальну чисельність кримських татар, депортованих з Криму, — 423 100 осіб, що більш ніж удвічі перевищує офіційні дані. Згідно із самопереписом він склав сім актів завданих народові депортацією збитків, склав позов кримськотатарського народу до Радянського Союзу, який направив до ООН та вищих органів влади СРСР.
Попри процес десталінізації, лише під час перебудови після приходу Михайла Горбачова до влади наприкінці 1980-х років ситуація почала змінюватися. 1987 року кримськотатарські активісти організували акцію протесту в центрі Москви, неподалік від Кремля. Це змусило Горбачова створити комісію, щоб розібратися в цьому питанні. Перший висновок комісії, очолюваної безкомпромісним Андрієм Громи́ком, було те, що не було «жодних підстав оновлювати автономію та надавати кримським татарам право на повернення», але Горбачов замовив другу комісію, яка рекомендувала оновити автономію для кримських татар. 14 листопада 1989 року заборони на повернення депортованих національностей офіційно визнано недійсними, а Верховна Рада Криму оприлюднила заяву про те, що попередні депортації народів були злочинною діяльністю. Це проклало шлях для 260 000 кримських татар повернутися на батьківщину. Того самого року Джемілєв повернувся в Крим і 1 січня 1992 року принаймні 166 000 інших кримських татар зробили те ж саме. Російський закон 1991 року «Про реабілітацію репресованих народів» був спрямований на реабілітацію всіх національностей, репресованих у СРСР. Він прийняв заходи, які включали «скасування всіх колишніх законів РРФСР, пов'язаних із незаконною примусовою депортацією» і закликав до «відновлення та повернення культурних та духовних цінностей та архівів, які являють собою спадщину репресованих народів». Стаття 4 цього закону проголосила, що агітація, що перешкоджає реабілітації репресованих народів, що зазнали наклепницьких нападок, не допускається, а особи, які вчиняють такі дії, повинні притягуватися до відповідальності. Україна ж, ставши незалежною країною, особливо не змінила свого ставлення до кримських татар. Причина — з перших днів у владі були ті ж люди, які працювали раніше в ЦК КП України. Окремі молоді політики зі співчуттям ставилися до проблем кримських татар. Однак рецидиви татарофобії ще мали місце. Підтвердження тому — розробка депутатом Української Ради Романом Безсмертним концепції про асиміляцію кримських татар, а також доручення Президента України Ющенка голові Ради міністрів Криму Бурдюгову «акуратно асимілювати кримських татар». Ситуація почала змінюватися лише після Євромайдану та анексії Криму.
До 2004 року кримські татари становили 12 % від населення Криму. Попри це, повернення кримських татар не було простим процесом — в 1989 році, коли вони почали масово повертатись, різні російські націоналісти влаштували акції протесту в Криму під гаслом: «татарські зрадники — геть з Криму!» Кілька сутичок між місцевими жителями і кримськими татарами були зареєстровані 1990 року поблизу Ялти, що змусило армію втрутитися, щоб заспокоїти ситуацію. Місцева радянська влада неохоче йшла на допомогу кримськотатарським репатріантам знайти роботу або місце проживання. Поверненці знайшли 517 покинутих кримськотатарських сіл, але бюрократія стояла на зваді їхнім прагненням їх повернути. У 1991 році не менш як 117 кримськотатарських сімей жили в наметах на двох луках поблизу Сімферополя, чекаючи коли влада надасть їм постійне місце проживання. Після розпаду СРСР Крим опинився в складі України, але Київ надав лише обмежену підтримку кримськотатарським поселенцям. Близько 150 000 поверненців отримали громадянство автоматично відповідно до українського закону Про громадянство 1991 року, але 100 000 тих, хто повернувся після того, як країна проголосила незалежність, зіткнулася з низкою перешкод, зокрема дорогим бюрократичним процесом. Оскільки вигнання тривало впродовж майже 50 років, деякі кримські татари вирішили залишитися в Узбекистані, а це призвело до поділу сімей, які вирішили повернутися в Крим. До 2000 року зареєстровано 46,603 звернення біженців, які вимагали шматок землі. Більшість з цих заявок були відхилені. Навколо великих міст, таких як Севастополь, кримським татарам у середньому давали тільки 0,04 гектара землі, яка була поганої якості або непридатна для землеробства.
У грудні 2015 року було відкрито кримінальне провадження проти Йосипа Сталіна і Лаврентії Берії в насильницькому переселенні в 1944 році кримськотатарського народу та представників інших національних груп з території Кримської АРСР. Були направлені запити в Росію на отримання копій відповідних архівних документів щодо депортації кримськотатарського народу та представників інших національностей, але Росія відповіла відмовою. Зокрема, у відповіді з Росії зазначено, що надання такої інформації суперечить інтересам національної безпеки Росії.

## Сучасні погляди і спадщина
Українсько-канадський історик Пітер Дж. Потічний приходить до висновку, що невдоволення кримських татар своїм життям у вигнанні віддзеркалює ширшу перспективу неросійських етносів СРСР, які почали публічно висловлювати свій гнів щодо несправедливості, яку чинили ідеологи Великої Росії. 1985 року есе українського журналіста Василя Сокола під назвою Ніщо не забуто, ніхто не забутий опубліковано в російському емігрантському журналі «Континент». Часто в саркастичній манері, він накреслив вибірково забутих радянських громадян і етноси, які постраждали під час Другої світової війни, але чий досвід підривав офіційну радянську версію про героїчну перемогу: 
|  | Багато хто переніс тортури гітлерівських концтаборів тільки щоб їх запроторили до сибірського ГУЛАГу. […] Що ж, насправді, потрібно людині? Не багато. Просто щоб її визнали людиною. Не твариною. |

 Сокіл навів кримських татар як приклад національностей, яким відмовили в такому визнанні.
Між 1989 і 1994 роками близько чверті мільйона кримських татар повернулися з Центральної Азії в Крим — це сприймалося як символічна перемога в їхніх зусиллях з повернення на рідну землю. Вони повернулися після 45 років вигнання.
Жодна з десяти національностей, депортованих за часів Сталіна, не отримала будь-якої компенсації. Деякі кримськотатарські групи й активісти закликали міжнародну спільноту чинити тиск на РФ, спадкоємицю СРСР, щоб та фінансувала реабілітацію цього народу і забезпечила фінансову компенсацію за примусове переселення.

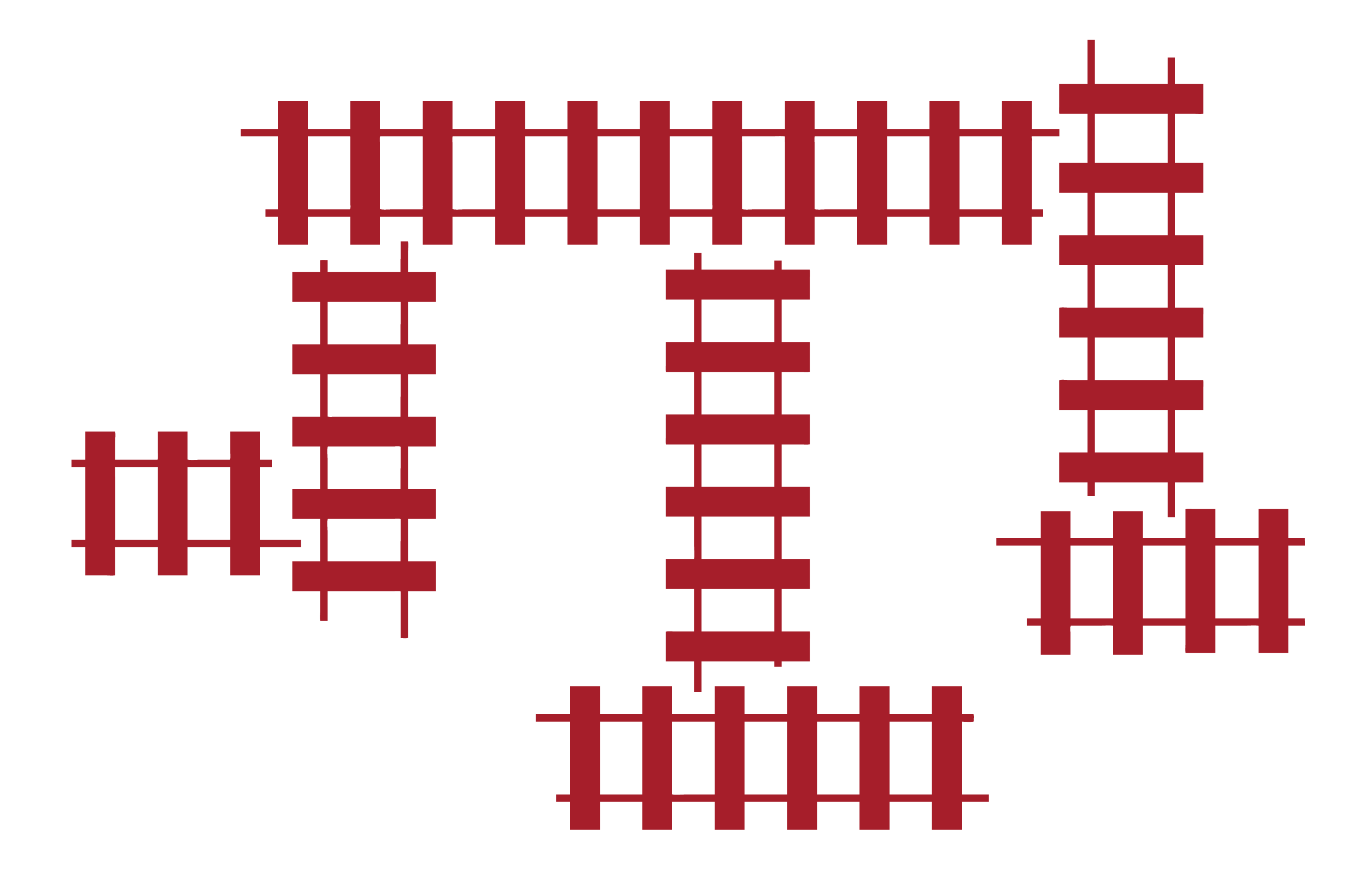
Один із символів депортації

Науковець Вальтер Коларц стверджує, що депортація та спроба ліквідації кримських татар як етносу в 1944 році була лише кінцевим актом багатовікового процесу російської колонізації Криму, який розпочався в 1783 році. Григорій Дюфо розглядає радянські звинувачення проти кримських татар як зручний привід для їхнього примусового переміщення, завдяки якому Москва отримала унікальний доступ до геостратегічної південної частини Чорного моря з одного боку і усунула гіпотетично непокірні народи — з іншого. Професор Браян Глін Вільямс стверджує, що депортація турків-месхетинців, попри їхню віддаленість від місць бойових дій і відсутність звинувачень у злочинах, беззаперечно доводить, що депортація кримчан і кавказців була пов'язана з радянською зовнішньою політикою.
У березні 2014 року Росія анексувала Крим. Ці її дії визнано незаконними Генеральною Асамблеєю ООН (Резолюція Генеральної Асамблеї ООН про територіальну цілісність України). Анексія Криму призвела до подальшого погіршення прав кримських татар. Хоча Росія видала указ № 268 «Про заходи з реабілітації вірменського, болгарського, грецького, кримськотатарського та німецького народів та державної підтримки їхнього відродження і розвитку» 21 квітня 2014 року, на практиці щодо кримських татар це робилося з набагато меншою ретельністю. При цьому, на відміну від Указу Президії ВР СРСР від 1989 року, в указі Путіна депортація була названа лише «незаконною», але не «злочинною». Управління Верховного комісара ООН з прав людини опублікувало попередження проти Кремля у 2016 році, тому що той «залякував, гнобив і садив до в'язниці кримськотатарських представників, найчастіше за сумнівними звинуваченнями», крім того заборонив Меджліс, їхній представницький орган.

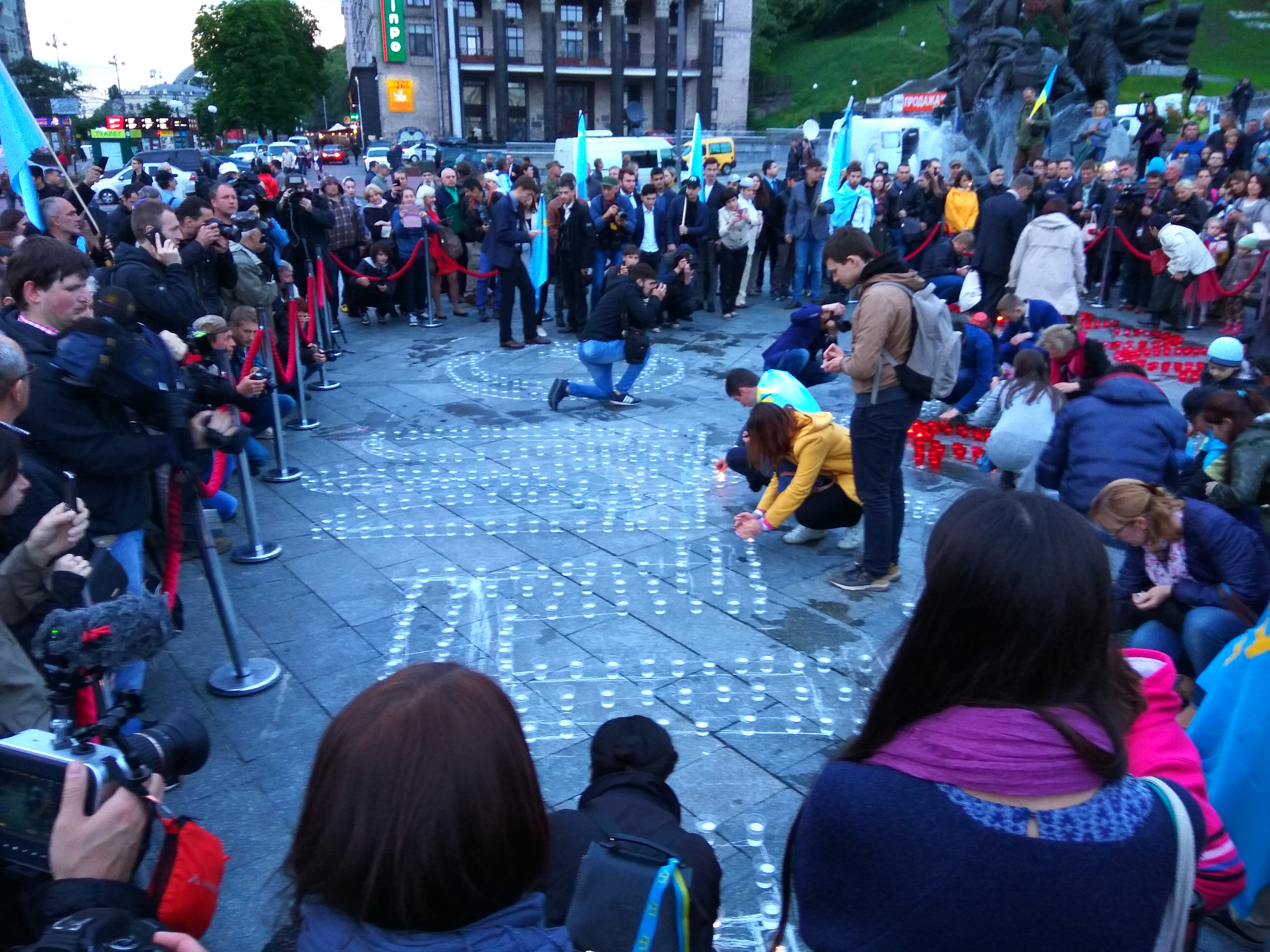
Захід у пам'ять про жертви сталінської депортації кримських татар у Києві у 2016 році

ООН повідомила, що понад 10 000 осіб покинули Крим після анексії 2014 року, переважно кримські татари, що викликало подальше послаблення їхньої крихкої спільноти. Кримські татари назвали кілька причин свого відбуття, серед яких невпевненість, страх і залякування з боку нової російської влади. У своєму звіті за 2015 рік Управління Верховного комісара ООН з прав людини попередило, що різні порушення прав людини зафіксовано в Криму, зокрема перешкоджання їм відзначити 71-у річницю депортації. Джемілєву, який перебував у Туреччині під час анексії, російська влада заборонила в'їзд до Криму на п'ять років, тим самим позначивши його друге виселення з рідної землі.
Сучасні інтерпретації науковців та істориків класифікують цю масову депортацію цивільних осіб як злочин проти людства, геноцид, культурний геноцид, етнічну чистку, депопуляцію, акт сталінізму або етноциду, тобто навмисного стирання ідентичності і культури нації. Кримські татари називають цю подію «вигнання» (крим. Sürgünlik).
Історик Овчаренко вважає, що дії сталінської влади щодо насильницького виселення кримських татар з Криму були цілком злочинними, адже жоден народ за всіма міжнародно-правовими та радянськими нормами не може і не повинен бути відповідальним та підлягати покаранню за дії, скоєні окремими представниками цього народу. Радянські дисиденти Ілля Габай і Петро Григоренко обидва класифікували цю подію як геноцид. 12 грудня 2015 року Верховна Рада України прийняла постанову, якою визнала цю подію геноцидом і запровадила 18 травня «День пам'яті жертв кримськотатарського геноциду». Незважаючи на те, що сама влада РСФРР офіційно визнала депортації народів сталінським урядом геноцидом, деякі науковці не згодні з такою класифікацією депортації, на думку професора Аміра Вайнера, «…режим прагнув викорінити їхню територіальну ідентичність, а не фізичне існування чи навіть їхню окрему етнічну ідентичність». На думку професора Франсіни Гірш, «хоча радянська влада практикувала політику дискримінації і відторгнення, це не та практика, яку сучасники вважали расовою політикою.» За її словами, ці масові депортації ґрунтувались на концепції, що національності це «соціоісторичні групи зі спільною свідомістю, а не расово-біологічні групи». Такі погляди вчений Джон Чанг розкритикував, вважаючи їх «джентрифікованим расизмом» та історичним ревізіонізмом. Він зазначив, що депортація фактично базувалася на етнічній приналежності жертв.

## Вшанування
Україна

Символ роковин депортації кримських татар

Щороку 18 травня у світі відзначають пам'ять жертв депортації кримських татар. В Україні з 2014 року цього дня офіційно відзначають День боротьби за права кримськотатарського народу, а з 2016 року — День пам'яті жертв геноциду кримськотатарського народу.
У Криму, який наразі є територією, анексованою Росією, щорічно 18 травня відзначається День пам'яті жертв депортації народів Криму. Цього дня проводяться різні акції присвячені вшануванню пам'яті депортації кримських татар. Наприклад, у центрі Сімферополя щороку проводиться акція «Запали вогонь у своєму серці», але інші траурні заходи, крім офіційних, заборонені, а спроби їх проведення присікаються.
Туреччина
Кожного року 18 травня в Туреччині, де проживає велика діаспора кримських татар, турецька кримськотатарська спільнота організовує пам'ятні мітинги в Стамбулі, Ескішехірі та інших турецьких містах; у заходах беруть участь губернатори та інші високопоставлені чиновники.
Росія
У Росії також щорічно вшановують пам'ять загиблих під час депортації. Наприклад, кожного року 18 травня в Казані татарськими активістами з організації «Азатлик» («Свобода») організовуються мітинги, на яких зокрема висуваються вимоги визнання депортації геноцидом кримськотатарського народу, відновлення державності тощо. Мітинги 18 травня біля станції метро «Уліца 1905 ґода» проходять у Москві; організацією мітингів, присвячених депортації кримських татар, займається російська ліберальна партія «Яблуко», на них теж висовуються вимоги про кримських татар до російської влади, проте на мітингу 2018 року в столиці Росії заборонили приносити кримськотатарські прапори.
У Санкт-Петербурзі 18-ого числа кожного місяця проходять не дуже численні акції («Стратегія-18» рос. Стратегия-18), учасники яких вимагають припинити репресії проти кримських татар у Криму та деокупувати півострів. Серед лозунгів — «Крим згідно з Будапештським меморандумом — це Україна. Путін В. В. — міжнародний терорист!», «Сталінська депортація кримських татар — злочин без терміну давності», «Окупанти, кримські татари обійдуться без вашої опіки, як обходилися сотні років до вас. Геть з Криму! Валіза-Вокзал-Росія!».
Інші країни
У європейських та північноамериканських країнах, зокрема в Німеччині, Чехії, Польщі, США, Канаді та інших проводяться численні, різного рівня траурні заходи, участь у яких беруть представники тамтешніх кримськотатарських діаспор, а також інше населення. У 2019 році до 75 річниці депортації кримських татар в Українському музеї в Нью-Йорку (США) відкрилася виставка «Депортація в особах кримських татар 75 років по тому» з фотографіями свідків трагічних подій 1944 року.

## Визнання

### На державному рівні
| Країна     | Дата визнання геноцидом |
| ---------- | ----------------------- |
| РРФСР      | 26 квітня 1991          |
| Україна    | 12 листопада 2015       |
| Латвія     | 9 травня 2019           |
| Литва      | 6 червня 2019           |
| Канада     | 10 червня 2019          |
| Польща     | 12 липня 2024           |
| Естонія    | 16 жовтня 2024          |
| Чехія      | 18 грудня 2024          |
| Нідерланди | 20 червня 2025          |

### У культурі

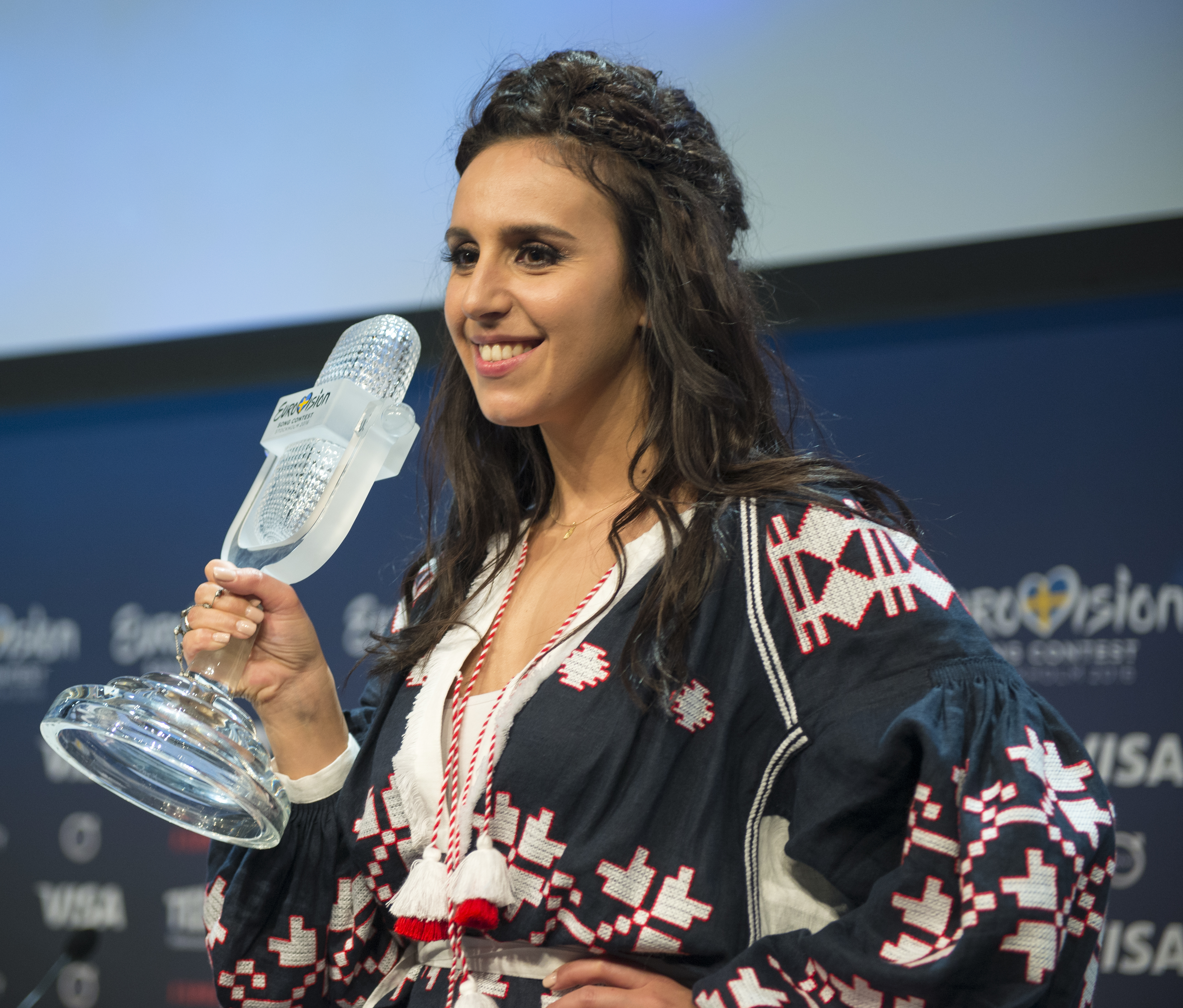
Джамала присвятила свою пісню «1944» депортованим кримським татарам

У 2008 році британська журналістка Лілі Гайд, що живе в Україні, опублікувала роман під назвою «Дрімленд», дійові особи якого — кримськотатарські сім'ї, що повертаються на батьківщину в 1990-х роках. Історія розповідається через погляд 12-річної дівчинки, яка переїжджає в зруйноване село з батьками, братом, і дідусем з Узбекистану. Дідусь розповідає їй історію про героїв і жертв серед кримських татар.
Кримськотатарський фільм 2013 року «Хайтарма» режисерства Ахтема Сейтаблаєва, відзнятий телеканалом ATR кримськотатарською мовою, зображує кримськотатарського льотчика-випробувача та двічі Героя Радянського Союзу Амета-Хана Султана на тлі депортації 1944 року.
У 2015 році Крістіна Пашин випустила документальний фільм «Боротьба за Батьківщину: кримські татари» в рамках українсько-катарського спільного виробництва. Вона зображує історію кримських татар з 1783 до 2014 року, з особливим акцентом на поголовній депортації 1944 року.
Пісня «1944» кримськотатарської співачки Джамали здобула перше місце для України на конкурсі «Євробачення-2016». Пісня присвячена трагічним подіям депортації кримськотатарського народу. Джамала, яка сама народилася в засланні в Киргизстані, присвятила пісню своїй депортованій прабабусі. Вона стала першою кримською татаркою, яка виступила на «Євробаченні», і перемогла на ньому, представляючи Україну.
2017 року Ахтем Сеітаблаєв зняв фільм Чужа молитва про кримську татарку Саїде Аріфову, яка під час війни врятувала 88 єврейських вихованців дитячого будинку від нацистів, назвавши їх татарами, а тоді ще раз від комуністів, назвавши дітей євреями, а не татарами; а сама 1944-ого після зайняття Криму радянськими військами разом з усіма кримськими татарами була депортована до Середньої Азії.
2018 року учасниця цих подій Нуріє Біязова видала автобіографічну книгу під назвою «Відображення» про депортацію кримськотатарського народу в 1944 році.
У 2019 році режисери Фатіма Осман та Юнус Паша зняли документальний фільм «1944», присвячений депортації кримських татар із Криму. У фільмі історію депортації розповідають люди, які її пережили: вони діляться своїми спогадами про депортацію та перші роки заслання, коли люди гинули десятками тисяч від хвороб та жахливих умов.